# 86-エイティシックス-
『86-エイティシックス-』(EIGHTY SIX) は、安里アサトによる日本のライトノベル。イラストはしらび、メカニックデザインはI-IVが担当している。電撃文庫 (KADOKAWA) より2017年2月から刊行されている。各巻冒頭部分が電撃文庫マガジンに連載されているほか、同誌およびカクヨムにて外伝が連載された。
メディアミックス展開としては、本編のコミカライズの連載が『ヤングガンガン』2018年5号より開始された。そしてキャラクターや舞台を現代日本の高校へと置き換えたスピンオフ漫画である『86-エイティシックス- オペレーション・ハイスクール』が『月刊コミックアライブ』2020年8月号より開始され、小説版第2巻からの本編新規コミカライズとして『86-エイティシックス- -ラン・スルー・ザ・バトルフロント-』がマンガUP!で2021年1月24日より開始された。さらに本編のアニメ化が2021年4月より開始され、主人公シンの前日譚を描いた漫画である『86-エイティシックス-フラグメンタルネオテニー』が『月刊コミックアライブ』2021年6月号より開始された。スピンオフ漫画『86-エイティシックス-魔法少女レジーナ☆レーナ 〜戦え！銀河航行戦艦サンマグノリア〜』が同誌2023年5月号より開始。

## あらすじ
星歴2148年。サンマグノリア共和国は隣国ギアーデ帝国が投入した完全自律型無人兵器「レギオン」の侵攻に対し、同様の無人兵器「ジャガーノート」を投入。流血無き戦場を作り上げる事で脅威を退けていた。しかし、その実態は多数派民族である白系種以外を人間と見做さない狂気の差別思想から生み出された「有人搭乗式無人機」であり、搭乗させられた少数派民族は共和国85行政区の外へ追いやられた人型の家畜、「エイティシックス」と蔑まれながら絶死の戦場を戦い続けていた。そんな中、白系種でありながら軍内で差別政策撤廃の活動を行う士官ヴラディレーナ・ミリーゼは、管制担当者に多数の退役者や自殺者を出し「死神」と呼ばれるエイティシックスが居る部隊の管制を任され、自国が目を背け続けていたレギオンの真実を知る事になる。

## 登場人物
声の項はテレビアニメ版の声優。

### 主人公
シンエイ・ノウゼン
声 - 千葉翔也、泊明日菜（幼少）
本作の主人公。愛称はシン。パーソナルネームはアンダーテイカー、レギオン側識別名「バーレイグ」。サンマグノリア共和国時代は共和国軍東部戦線第1戦区第1防衛戦隊「スピアヘッド」の隊長を務め、階級は大尉。小説1巻時点で16歳。誕生日は5月19日。
黒髪に赤い瞳を持つ寡黙な少年で、感情の波が少なく物事に動じないマイペースさを持つ。常に空色のスカーフを首元に巻いており、「本当は首を失っているのでは」という噂の原因になっている。出身は共和国首都リベルテ・エト・エガリテで、アネットとは隣に住む幼馴染だった。しかし、幼い頃に強制収容所に送られ、そこで過酷な生活を送るうちに共和国在住時のことはほとんど忘れてしまっている。
共和国に渡った旧ギアーデ帝国代々の武門であるノウゼン家の両親を持ち、帝国貴族階級特有の、夜黒種と焔紅種の混血。両親と兄に可愛がられたため幼少期は優しく甘えたがりな性格だった。レギオンの侵攻と共にエイティシックスとして強制収容所に送られ、両親が戦死した後は収容所内の教会で白系種の神父に育てられる。母が死亡した時に些細な行き違いから兄のレイに首を絞められ、首に消えない傷跡を負う。のちにレイも戦死するとそれを機にシンも兵役に就き、以来4年以上戦場を生き延びて多くの仲間の死を見送ってきた。所属する部隊が次々に全滅する中を生き残ったため後述の異能と合わせて「死神」の異名を持つ。とあるきっかけから戦死者の機体の金属片に名前を刻む習慣を始め、仲間たちからは「我らが死神」と慕われるようになる。シンのジャガーノートには五七六名もの戦死者の機体の金属片が積まれていた。
ギアーデ連邦への亡命を成し遂げた2巻以降では、特別士官学校を経て当初レギンレイヴの運用試験を行うノルトリヒト戦隊に所属し、第86独立機動打撃群の設立後は戦隊総隊長兼本部付戦隊スピアヘッドの戦隊長を務める。階級は少尉→中尉→大尉。
足音を消して歩く癖は一族特有のもの。日常生活全般で雑なせいか料理が下手で、戦隊では料理当番から外されていた。常に響く亡霊の声から意識を逸らすため暇な時はよく読書をしており、小説から哲学書まであらゆる書籍を読み漁る濫読家。
夜黒種の特性に加え、歴戦の経験からくる類い稀な操縦技術を誇り、戦場では機体の限界を試すようなかなり無茶な操縦をすることが多い。そのせいでジャガーノートの足回りを毎回壊すため、共和国時代は整備班の頭を抱えさせていた。これは連邦への亡命後も変わっていない。
名字の「ノウゼン」は、作者によればノウゼンカズラ（凌霄花）に由来する。また、同じ漢字で「凌霄君」と書くと鷹を意味するため、シンのもつ鷹のイメージにも引っ掛けている。モチーフは『カオス レギオン』のジーク。
『このライトノベルがすごい！』男性キャラクター部門では2019年版で5位、2020年版で9位、2022年版で8位、2023年版で7位、2024年版では10位を獲得している。
シンの異能
母方の血筋である焔紅種に稀に見られる精神感応の異能者であり、僅かながら血族の心の声を聞く異能を持っていた。レイに首を絞められた際に意識が集合無意識の深層、死者の領域に接続されてしまい、以後心の声を聞く異能は死者の声を聞く力に変質してしまう。死者の声はシンの意識の中で常にざわめきのように響き、シンと知覚同調で同調した者にも共有される。特に後述の「黒羊」等の声はおぞましい絶叫として響き、レーナ以前のハンドラーは皆この声に耐えられずに退役している。異能の知覚範囲は共和国の戦域を網羅するほど広大であり、これによってシンはいつでもレギオンの位置を知ることができる。

ヴラディレーナ・ミリーゼ
声 - 長谷川育美
本作のヒロイン。愛称はレーナ。共和国軍人で、弱冠16歳で少佐に上り詰めたエリート。誕生日は7月12日。共和国第1区出身、元貴族階級の名家ミリーゼ家の令嬢で白系種の貴種である白銀種の純血。戦場で遭難した際にエイティシックスであるショーレイに助けられた経験もあり、エイティシックスへの迫害に心を痛めている。シン達スピアヘッド戦隊との一時の別れとなった特別偵察任務の後は、命令違反の罪で大尉に降格処分させられるが、後任となるエイティシックス達と協同して大攻勢への準備を続けていた。この時期の苛烈な指揮ぶりから「鮮血女王」（ブラッディレジーナ）の異名を取る。
共和国解放後は共和国軍の客員士官として連邦軍に派遣されることとなり、大佐に昇進し第86独立機動打撃群の作戦指揮官を務める。
再会後、シンを異性として意識しているような描写が度々見受けられたが、一向に仲が進展せず原作7巻でようやく結ばれる。だがその後どう振る舞っていいか分からず逃げ回るなど、マイペースで滅多に物事に動じないシンをも振り回すほどの狼狽えぶりを見せた。
容姿が優れており、作中で白雪の美貌はガラス細工の繊細さ、繻子の髪と長い睫毛にけぶる同じ色の大きな瞳といった描写がされている。スタイルも良く、Twitterでの作者への質問の回答によると、作中比較ではシデン、クレナに続く三番目のバストサイズの持ち主。ガーターベルトを愛用している設定だが、理由は作者がガーターベルト好きのため。映画『ブラックホーク・ダウン』のガリソン将軍がモチーフの一部になっている。
『このライトノベルがすごい！』女性キャラクター部門では2019年版で2位、2020年版・2023年版で共に10位を獲得している。
KADOKAWAが2018年4月から5月にかけて実施した投票企画「KADOKAWAライトノベル ヒロイン総選挙」では1位を獲得している。

### エイティシックス

#### サンマグノリア共和国軍
本項に記載される旧サンマグノリア共和国軍人は特に記載が無い限り死亡が確認されている。本項に記載されていないエイティシックスについては第86独立機動打撃群を参照のこと。

#### 東部戦線第1戦区第1防衛戦隊“スピアヘッド”
マシュー・ナナキ
第2小隊隊員。シンにすら寡黙と言われる極端に無口な機銃手。この部隊で最初に死亡した人物。パーソナルネームはワルプルギス。
ミナ・シロカ
第3小隊隊員。小柄で幼げな外見をしているが、前衛担当の一人である。近接猟兵型の突貫を受け死亡。2人目の死者である。パーソナルネームはアルテミス。
クジョー・ニコ
声 - 村田太志
シンの3歳年上。第4小隊隊員。ミナの死亡によって落ち込んだ部隊を盛り上げるために「お月見」を提案したが、それが嵐で中止となった日の出撃で自走地雷によって爆死。3人目の死者である。この時の逸話を描いた外伝「トリアージ・ブラックタグのありふれた日常」は彼の視点から語られる。パーソナルネームはシリウス
カイエ・タニヤ
声 - 白石晴香
少年のような口調で話す気さくな少女。第4小隊隊長。4月7日生まれ、階級は少尉。小説1巻時点で18歳。戦車型によって機体を蹴り潰され死亡。スピアヘッド戦隊としては4人目の戦死者だが、レーナが着任してからは初の戦死者となっている。死体は砲撃で機体ごと破壊されるも、蹴り潰された際に切断された頭部が機外へ飛び出しており「黒羊」の素材として持ち去られた。その後も幾度と無く「黒羊」としてシンたちの前に現れ、星暦2150年4月の共和国北域奪還作戦では図らずもシンの助けとなった。パーソナルネームはキルシュブリューテ。
トーマ・ソービ
声 - 福原かつみ
第1小隊隊員。パーソナルネームはヘリアントゥス。クロトとともに電磁加速砲型の砲撃で混乱する戦闘の中で戦死する。
クロト・ヒニエ
声 - 篠原孝太朗
第2小隊隊員。パーソナルネームはマンティコレ。
チセ・オーセン
声 - 小野将夢
第2小隊隊員。パーソナルネームはグリフィン。趣味は模型製作。電磁加速砲型の砲撃の余波で破片を喰らい戦死する。
マイナ・ヤトミカ
声 - 風間万裕子
第3小隊隊員。パーソナルネームはマーチヘア。
ルイ・キノ
声 - 植木慎英
第1小隊隊員。パーソナルネームはファーヴニル。電磁加速砲型の直撃を受け戦死。
ミクリ・カイロゥ
声 - 貫井柚佳
第4小隊隊員。パーソナルネームはレウコシア。
トウザン・サシャ
声 - 坂泰斗
第4小隊隊員。パーソナルネームはガンメタルスコーム。
レッカ・リン
声 - 石上静香
第6小隊隊員。パーソナルネームはバーントテイル。森林での戦いでレギオンの攻撃により行動不能となり、ダイヤの救出行動も失敗したため、斥候型に首を刎ねられる前に拳銃で頭を撃ち抜き自決。
ハルト・キーツ
声 - 山下大輝
第1小隊隊員。お調子者で、部隊のムードメーカーの少年。特別偵察任務の2日前に戦死。スピアヘッド戦隊最後の死者である。パーソナルネームはファルケ。
ダイヤ・イルマ
声 - 石谷春貴
第5小隊隊長。金髪碧眼で長身の青年。青系種の貴種である青玉種の血筋。階級は少尉。小説1巻時点で17歳。後にレーナが飼うことになる隊舎猫を拾った人物である。パーソナルネームはブラックドッグ。
アンジュとはお互いに好意を持っていた節がある。森林での戦いで行動不能になったレッカを助けるべく向かっていたものの途中、自走地雷型の襲撃によりジャガーノートが大破し自身は死にきれなかったため、シンに介錯された。
ハリズ・センヤ
第3小隊隊員。パーソナルネームはキャタナイン。
カリヤ・ロウガ
第5小隊隊員。パーソナルネームはラ・ベート。
シュリ・ジリス
第5小隊隊員。パーソナルネームはデンドロアスピス。
オーチ・アントン
第6小隊隊員。パーソナルネームはグラディアトル。
イオ・ドーダンセー
第6小隊隊員。パーソナルネームはアルゴス。

#### 北部戦線第1戦区第1防衛戦隊“スレッジハマー”
戦隊長
声 - 村上裕哉
2巻ラストで登場。大規模侵攻により右半身が潰れた状態で自機から脱出、迫り来るレギオンを目の前にプラスチック爆薬を炸裂させ、橋を落として進路を塞ぐと同時に自らも爆死した。パーソナルネームはブラックバード。
以下、第10巻に掲載の短編シリーズ「フラグメンタル・ネオテニー」の登場人物である。

#### 東部戦線第35戦区第1防衛戦隊“ハルバード”
アリス・アライシュ
戦隊長を務める黒髪の少女。階級は大尉。新兵として配属された幼いシンを気にかける。死んだエイティシックスたちの名を金属片に刻んで墓標とすることを始め、シンに傷を隠す包帯の代わりとして空色のスカーフを贈った。いわばシンのルーツ的な存在であるが、レギオンとの戦いで戦隊は全滅。唯一生還したシンが彼女の頭部の半分だけを持ち帰った。エイティシックスに墓を作ることは許されないため、遺体は同部隊整備班長のグレンによって基地から離れた聖堂の廃墟にある薔薇の花壇に埋葬された。

#### 東部戦線第5戦区第2戦隊“スティレット”
イスカ
当部隊の戦隊長である。部隊の結束を図るため、戦隊の誰か、大抵は弱い者や少数民族などをスケープゴートに仕立て上げてきた。シンが所持している拳銃は元々はイスカのもので、死に損なった隊員の介錯に使用していた。帝国貴種の血を継ぐシンを新たなスケープゴートにしていたが、皮肉にも彼自身が重傷を負って自分で死ぬことができなかったため、その拳銃を以てシンに介錯された。

#### 戦隊名不明
エイジュ・ヌナト
シンが従軍してから1年経った頃に所属していた戦隊の戦隊長で、金髪朱瞳の朱緋種の青年。階級は大尉。シンのパーソナルネームとして「バーレイグ」を提案し、その後死亡している。死体の行方は定かではない。本編中ではロア＝グレキア連合王国での作戦中に後方指揮を行う「羊飼い」として登場する。
セーヤ
エイジュと同じ戦隊の整備班長。銀に近い金髪と紫の目を持つ。シンを除き、同級生だったエイジュ含め所属部隊が突然全滅したために当てつけで「アンダーテイカー（葬儀屋）」というパーソナルネームを提案したが、シンはそれを「相応しい」と受け入れ今に至る。また、本編には登場していないものの機動打撃群で整備クルーを務めている。

#### 東部戦線第27戦区第1戦隊“バイオネット”
サイキ・タテハ
バイオネット戦隊第一小隊副長。突貫戦法をとる戦隊長のシンを補佐する。彼も、そして彼らもまたシンを「我らが死神」と仰ぎ、最終的にはシンを除く全員が死亡した。
サイキが登場した番外編"Undertaker"は原作第1巻の開幕に繋がる構成になっている。

#### ギアーデ連邦軍第86独立機動打撃群

##### 第1機甲グループ

###### 本部付戦隊“スピアヘッド”
ライデン・シュガ
声 - 山下誠一郎
スピアヘッド戦隊副長を務める。元第2小隊隊長。階級は中尉。黒鉄種。小説1巻時点で16歳。誕生日は8月25日。出身は共和国第23区近辺で、全寮制の私立校を運営する白系種の老婦人に友人たちと5年ほど匿われていた。スピアヘッド戦隊では誕生日を唯一覚えている人物である。また、作者の一番のお気に入りのキャラである。パーソナルネームはヴェアヴォルフ。料理が得意。面倒見の良い兄貴分的存在で、度々「お母さん」と揶揄われている。
ギアーデ連邦へ亡命後はノルトリヒト戦隊に所属し、後に設立された第86独立機動打撃群に所属する。敵のど真ん中に吶喊していくことの多いシンを援護するため、主砲を大型機関砲に換装したレギンレイヴに搭乗する。
クレナ・ククミラ
声 - 鈴代紗弓
元第6小隊隊長。飛び出しざまに戦車砲の基部への狙撃を成功させるほど射撃の腕に長けている。金晶種と瑪瑙種の混血。小説1巻時点で15歳。誕生日は5月6日。幼少期に収容所送りになったため学校を知らず、学生生活に憧れを抱いていた。出身は共和国副都シャリテの衛星都市。強制収容所に護送される日、共和国軍人に両親を嬲り殺しにされた過去を持つため白系種に憎しみを抱いており、1巻の前半ではレーナに対しても当たりが強かった。
シンに恋心を抱いているが、シンからは手のかかる妹のように思われている。パーソナルネームはガンスリンガー。
ギアーデ連邦へ亡命後はノルトリヒト戦隊に所属し、後に設立された第86独立機動打撃群に所属する。砲身を延長した長距離狙撃仕様のレギンレイヴに搭乗する。
アンジュ・エマ
声 - 早見沙織
元第5小隊隊員。淑やかだが戦闘では過激な一面も見せる。月白種と天青種の混血。小説1巻時点で16歳。誕生日は10月2日。出身は共和国東の小都市。白系種の血を濃く引くために強制収容所で虐待を受けており、それによって出来た傷痕を隠すために髪を長く伸ばしている。パーソナルネームはスノウウィッチ。料理が得意で共和国時代は隊でライデンと並ぶ腕前だった。
ギアーデ連邦へ亡命後はノルトリヒト戦隊に所属し、後に設立された第86独立機動打撃群に所属する。ミサイルを使った面制圧を得意としており、主砲をミサイルランチャーに換装したレギンレイヴに搭乗する。ダスティンに告白され、紆余曲折を経て最終的に彼と恋仲となった。
セオト・リッカ
声 - 藤原夏海
元第3小隊隊長。クールで、少々口が悪い皮肉屋。愛称はセオ。翠緑種。小説1巻時点で16歳。誕生日は4月20日。共和国南側の旧国境付近出身。絵が上手く、部隊のパーソナルマークの作成を手掛けている。パーソナルネームはラフィングフォックス。共和国時代では自由に絵を描けなかった。
彼のパーソナルマークは、スピアヘッドの前に所属していた戦隊の戦隊長であった雪花種の男性が用いていたものがモデルになっている。
ギアーデ連邦へ亡命後はノルトリヒト戦隊に所属し、後に設立された第86独立機動打撃群に所属する。ワイヤーアンカーを駆使した機動戦を得意とする。
摩天貝楼拠点攻略作戦時に左前腕を切断する重症を負い、作戦終了後に正式に部隊を離れることになった。
ダスティン・イェーガー
グラン・ミュールの陥落後に機動打撃群に加わった、白銀種の元共和国民。レーナと同い年。大攻勢が始まるまでは学生だったが、多くのエイティシックスの同級生が死ぬのを座視していた側だとして、その汚名を雪ぐために自ら志願した。実は幼少期に共和国へ移住した帝国移民一世であり、「敵国の生まれなのにも拘らず人種を理由にエイティシックスの烙印を押されなかったのはおかしい。ならば自分も戦う」というのが実際の志願理由である。パーソナルネームはサギタリウス。アンジュに気を寄せており、最終的に彼女と恋仲となった。
グレン・アキノ
アンダーテイカー機付の整備クルー。階級は軍曹。赤毛碧眼の青年で、弱いながらも父方の焔紅種の血を引くために人の感情を「見る」ことが出来る。元はシンが初めて戦場に出た際の所属部隊の整備班長で、6巻において本編初登場となる。
トウカ・ケイシャ
グレンと同じく、アンダーテイカー機付の整備クルー。階級は伍長。シンの10歳年上。「わたくし」が一人称の女性で、青玉種純血の金髪と空色の瞳を持つ。彼女も以前はシンと同部隊の整備クルーで、部隊移動時にファイドがシンに付いていく手助けをした。グレンと同様に本編は6巻が初登場である。

###### 本部直衛戦隊“ブリジンガメン”
元「女王の家臣団」。
シデン・イーダ
声 - 泊明日菜
シンたちが特別偵察に出て以降のレーナの部下で右腕的存在。筆者によると作中一の爆乳。レーナと同い年。パーソナルネームはキュクロプス。濃藍色と雪白のオッドアイと赤毛が特徴の女性。レーナのことは深く信頼しており、彼女のことを「女王陛下」と呼ぶ。シンとは非常に仲が悪く、本人曰く「遺伝子レベルで相性が悪い」とのこと。
シャナ
ブリジンガメン戦隊副長。シデンの1歳年下で砂漠褐種。パーソナルネームはメリュジーヌ。
摩天貝楼拠点攻略作戦で貝楼の崩壊に巻き込まれて死亡したが、海に沈んだ死体の頭部を鹵獲され「羊飼い」となった。

###### 第3戦隊“ノルトリヒト”
ベルント・ベルノルト
声 - 山本格
連邦軍でのシンたちの部下で、旧戦闘属領民（ヴァルグス） 。40代の熟練の傭兵。元旧ノルトリヒト戦隊の隊員。階級は軍曹→曹長。

###### 第4戦隊“サンダーボルト”
ユート・クロウ
戦隊長。赤系種の無口で無感情な少年。
摩天貝楼拠点攻略作戦で電磁砲艦型の砲身に吹き飛ばされ、多数の骨折や外傷性の気胸などの重症を負ったものの奇跡的な生還を果たした。

###### 第5部隊“リュカオン”
レキ・ミチヒ
リュカオン戦隊長。階級は少尉。登場時点で17歳。東方黒種で黒髪黒目、象牙色の肌を持つ。語尾が「なのです」で終わる特徴的な口調で話す。パーソナルネームはファリアン。

###### 第6戦隊“ファランクス”
タイガ・アスハ
戦隊長。階級は少尉。共和国北域奪還作戦中はアネットの護衛を務めており、突如現れた高機動型によって全滅させられた。

###### 第7戦隊“クレイモア”
リト・オリヤ
戦隊長。瑪瑙色の髪と目を持つ。シンとライデンと同じ部隊だったことがあり、共和国北域奪還作戦前に2年越しの再会を果たす。思っていることを考えなしに口にする癖がある。

##### 第2機甲グループ
ツイリ・シオン
元南部戦線第1戦区第1戦隊”レザーエッジ”戦隊長。グラン・ミュール崩壊後もレーナの指揮下に入らずに独自の防衛拠点を築いたエイティシックスらの隊長格でもある。長身と屈強な体つきゆえに揉め事になりがちだったため、それを避ける目的で女性のような言葉遣いをする。パーソナルネームはバルトアンデルス。

##### 第3機甲グループ
カナン・ニュード
元西部戦線第1戦区第1戦隊”ロングボウ”副長。鳶色の髪と銀縁の眼鏡が特徴。

#### 第4機甲グループ
スイウ・トーカンヤ
第1戦隊”スレッジハマー”戦隊長と第4機甲グループの総隊長を兼任する、朱色で長髪の少女。大攻勢で全滅した北部戦線第1戦区第1戦隊“スレッジハマー”の名を、第2戦区戦隊長だった彼女が引き継ぐかたちになっている。

### サンマグノリア共和国
アンリエッタ・ペンローズ
声 - 杉山里穂
白系種の元共和国民。レーナの親友で、パラレイドの研究主任を務める技術大尉。16歳。誕生日は11月12日。愛称はアネット。レギオン側識別名「ミネルヴァ」。シンとは家が隣同士の幼なじみであった。幼いころのシンからは「リッタ」と呼ばれていた。シンを救えなかったことに対して負い目を感じており、第86独立機動打撃群に志願したことにもそれが関係している。共和国解放後はギアーデ連邦へ赴き、第86独立機動打撃群では知覚同調班の主任を努め、階級は少佐になっている。
お菓子作りが好きだが、幼いころは味見した父親が気絶する代物をシンに食べさせようとしたこともある。
ヨーゼフ・フォン・ペンローズ
アネットの父。知覚同調の研究を行い、その基礎を築いた人物である。良識を持つ人物だったが、研究に目を付けた共和国によって知覚同調を用いた非道な人体実験に無理やり従事させられ、完成直後に実験材料とされ死亡したエイティシックス達への贖罪としてレイドデバイスの同調率を最大に設定して自殺している。
ジェローム・カールシュタール
声 - 三上哲
レーナの父の友人。階級は准将。50代の白銀種。良識を持つ人物ではあるが、人種差別政策を行う故国に絶望と諦観を抱いており、現状を変えようとはしていない。理想を捨てないレーナに対しては度々厳しい言葉をかける。
レギオンの大攻勢に際し、時間稼ぎのために歩兵部隊を率いて迎撃へ向かい戦死した。その戦場にて、変わり果てたヴァーツラフとの再会を果たしていた。
レフ・アルドレヒト
声 - 楠大典
スピアヘッド戦隊の整備班長。階級は中尉。白髪混じりの黒髪にサングラスをかけている。髪を染めているが実は白系種であり、サングラスは白瞳を隠すためのもの。陽金種の妻とその娘の市民権を取り戻すために兵役に志願したが、負傷して前線を離れている間に妻と娘は戦死してしまった。大攻勢の際にプロセッサー達を逃がすため仲間の整備クルー達と共にレギオンを足止めし戦死した。
基地陥落時に自決しようとするも家族を殺した共和国への憎悪を抑え切れず、レギオンの首狩りを受け入れ「羊飼い」となっており、第二次大攻勢で共和国への復讐を望む元エイティシックスの「羊飼い」達と共に85行政区へ侵攻する。
ヴァーツラフ・ミリーゼ
声 - てらそままさき
レーナの父。階級は大佐。共和国正規軍の数少ない生き残りで、有色種の強制収容に強く反対していた一人である。強制収用の際も徴収兵の蛮行を制止し、幼いクレナとその姉を助けていた。当時10歳だったレーナに戦場を見せるために偵察機（アニメ版ではヘリコプター）を85行政区外へ飛ばした際、対空自走砲型によって撃墜され死亡した。その遺体はレギオンに回収されており、レギオンを束ねる上位指揮官機ノゥ・フェイスと化す。
マルガレータ・ミリーゼ
レーナの母。白銀種。共和国市民の例にたがわずエイティシックスを忌避している。戦死した夫と同じ目に合って欲しくないという親心から、レーナには度々軍を辞めるように求める。大攻勢の際、戦車型に潰されそうになった子供を庇って死亡した。
ショーレイ・ノウゼン
声 - 古川慎
シンの兄。愛称はレイ。容姿はシンとは正反対で赤毛と黒目、眼鏡を掛けた温厚な青年。年の離れた弟のシンを溺愛していたが、母の戦死に激情を抑えきれず、やり場のない怒りをシンにぶつけてしまう。撃墜された偵察機から生き残ったレーナを助けたことがある。1巻の5年前（2143年）の冬に東部戦線で戦死しているが、その脳は「羊飼い」として重戦車型に組み込まれていた。パーソナルネームはデュラハン。使用していたパーソナルマークは首の無い骸骨の騎士。幼少期のシンのお気に入りだった絵本に登場する主人公がモデルになっており、剣をシャベルに変えてシンが引き継いだ。
イヴォーヌ・プリムヴェール
共和国暫定政府内の補佐官で、聖マグノリア純血純白憂国騎士団の首領である白系種の女性。ギアーデ連邦によりエイティシックスが保護された後も有色種への差別姿勢を貫き、共和国内で地位を確立する。

### ギアーデ連邦
エルンスト・ツィマーマン
声 - 内田夕夜
ギアーデ連邦の暫定大統領。連邦軍最高司令官を兼ねる。階級は元帥。小説3巻時点で50代。10年前の市民革命の英雄であり、市民の支持を一身に集めている。大量生産品のスーツを常に身に着けている。
ギアーデ連邦にたどり着いたシンたちの保護者となる。生まれなかった自分の子供をシン達に重ねている節があり、以前から保護していたフレデリカも含め子供らを守ろうとする気持ちは強い。普段は温和かつお茶目な中年紳士だが、その本質は「火龍」と表現される革命家でありかなりの理想主義者。普遍的な正義や平等を実現できないなら人類は滅んでしまえばいいという、ある種狂気的な信念を抱いている。
フレデリカ・ローゼンフォルト / アウグスタ・フレデリカ・アデルアドラー
声 - 久野美咲
シンたちがギアーデ連邦で出会った少女。小説2巻時点で9歳 （直後に10歳）。シンたちと同じく、エルンストによって養育されている。ギアーデ帝国最後の女帝だが、その事実はエルンストと元スピアヘッド戦隊の5人、そして一部の連邦軍高官しか知らない。
帝室の血を継ぐものとして、見知った者の現在と過去を覗き見る異能を代々受け継いでいる。幼い容姿に見合わず古風な喋り方をするませた少女だが、シンからは妹扱いされている。
旧ノルトリヒト戦隊、後の第86独立機動打撃群のマスコットでもあり、異能を用いて管制補佐を務める。
グレーテ・ヴェンツェル
声 - 植田佳奈
レギンレイヴの開発者であり、レギンレイヴの試験運用を行う1028試験部隊とその隷下にあるノルトリヒト戦隊を監督する。小説3巻時点で27歳。貴族階級の出身ではないが、巨大軍需企業であるWHI（ヴェンツェル重工）の令嬢。のち設立された第86独立機動打撃群では旅団長を務め、階級は中佐→大佐。上官としてシンたちエイティシックスと関わり、彼らの理解者となる。結婚直前の婚約者をレギオンとの戦闘で喪った過去があり、その直後は二人乗りのヴァナルガンドを単独で駆り、「黒寡婦蜘蛛」の異名をとっていた。パイロットとしても高い実力を持ち、電磁加速砲型撃破作戦では「ナハツェーラー」を、共和国市民避難作戦ではレギンレイヴを操縦する。
ヴィレム・エーレンフリート
声 - 興津和幸
ギアーデ連邦軍西方方面軍参謀長。階級は准将。夜黒種の純血。小説3巻時点で27歳。口の悪いリアリストで、使えるモノならどんなものであろうと使うというのがモットー。電磁加速砲型撃破作戦においてエイティシックスの投入を上層部に提案した人物だが、有用だから使うが使い潰したいわけではないとは思っている。グレーテに思いを寄せており、戦死した彼女の恋人とは友人兼恋敵の間柄だった。青年士官の頃は装甲歩兵隊の少佐として前線で戦う。常軌を逸した白兵戦装備で近接猟兵型と渡り合い、「人斬り庖丁」の異名をとっていた。
リヒャルト・アルトナー
声 - 山本兼平
ギアーデ連邦西方方面軍第177機甲師団師団長。階級は少将。グレーテとヴィレムの陸軍大学同期で先輩にあたる。エイティシックスを若干危険視していたが、それは戦場しか知らない彼らの危うさや今後の人生を慮っての事であり、人間らしさを取り戻して行く彼等を影ながら見守っていた。共和国撤退作戦の指揮官として自ら殿隊の指揮を取り、全滅と引き換えに撤退の時間を稼ぎ戦死する。
テレザ
声 - 芳野由奈
金髪碧眼で細身のメイド。エルンストに仕えており、フレデリカの世話役も務める。連邦にたどり着いたシン達を温かくもてなす。
イザベラ・ペルシュマン
レーナの副官である20代半ばの女性。階級は少尉。赤髪と緑の目を持つ。学生時代のあだ名はミンチン女史。
ユージン・ランツ
声 - 田丸篤志
童顔に眼鏡をかけた穏やかな少年。没落貴族の出で白銀種の純血である。妹の学費を稼ぐため軍に志願する。
ザンクト・イェデルの図書館で居合わせたシンと知り合い、特別士官学校の同期として友人になる。卒業後は第177機甲師団第141連隊第18中隊に配属。ヴァナルガンド中隊長機の操縦士を勤めており階級は少尉。
戦闘に参加した際レギオンの攻撃で下半身を失う瀕死の重傷を負い、シンに介錯された。仲の良かった彼の死は、多くの仲間たちと同様にシンの心に傷として残っている。
妹のニーナを溺愛しており、シンからはシスコン扱いされるほど。
ニーナ・ランツ
声 - 朝日奈丸佳
ユージンの10歳の妹。マルセルの告げ口からユージンを介錯したシンに糾弾の手紙を送り付けた。だが、モルフォ撃破作戦成功後にはユージンの墓参りを終え帰っていくシンの遠い後ろ姿に感謝を伝え、ユージンの死をある程度は受け入れられている様子が見られた。アニメ版では、シンが墓前に残した笑う兄と二人で一緒に撮った写真を見た後、去っていくシンに感謝を伝えるシーンとなっている。
セイエイ・ノウゼン
現在のノウゼン家当主。シンとレイの祖父にあたる。かつてシンたち家族に骸骨の騎士の絵本を送ったことがある。連邦で再会したのちは残された家族として少しづつシンと交流を始めている。
レイシャ・ノウゼン
シンの父。ゼレーネと同様に人工知能の研究者である。妻の名はユウナ・マイカ・ノウゼン。対立する家系の妻と結婚するため家出同然に共和国へ亡命する。ヨーゼフ・ペンローズとは大学の同僚であり知覚同調の共同研究者。ペンローズ家とは家族ぐるみの付き合いがあった。人間の友達になる人工知能を研究しており、ファイドの元となる人工知能とそれを搭載した犬型ロボットを開発した。開戦後は家族の市民権を取り戻すため兵役に応じ戦死。
ゲルダ・マイカ
シンの母方の祖母。帝国の大貴族であるマイカ家の女侯。
エルウィン・マルセル
声 - 高梨謙吾
シンやユージンの同期でヴァナルガンドのオペレーター。階級は少尉。シンがユージンを介錯したことに憤慨し、ニーナにユージンの死の様子を伝える。大攻勢の際に右足を複雑骨折したことで後遺症が残り、以後はヴァナディースにて第86独立機動打撃群作戦本部で管制官を務める。ロア＝グレキア連合王国へも同行し、以後はシンと和解し共にニーナの面倒を見ている。
ギルヴィース・ギュンター
義勇機甲連隊ミルメコレオの連隊長。焔紅種の貴族が行っている異能研究の一環で生まれた混血児。人と砲火を交えることを躊躇うエイティシックスたちに代わり、裏切った聖教国軍と対峙する。
スヴェンヤ・ブラントローテ
義勇機甲連隊ミルメコレオのマスコット。焔紅種と陽金種の混血で、部分的ながら陽金種の異能を行使することができる。ブラントローテ大公からは手ひどい扱いを受けており、それ故他者から叱責されることを極度に恐れている。

### ギアーデ帝国
キリヤ・ノウゼン
声 - 上村祐翔
フレデリカの近衛騎士だった青年。愛称はキリ。シンの6歳年上。シンの遠縁にあたる。
革命勃発後の6年にも及ぶ内戦で正気を失っていき、フレデリカ処刑の発表を聞き連邦を憎悪したまま「羊飼い」として電磁加速砲型に取り込まれてしまう。近親者としてシンに同族嫌悪に近い執着を抱く。レギオンとしてのコールサインはペイル・ライダー。
電磁加速砲型撃破作戦にて、シン達スピアヘッド戦隊との死闘を繰り広げた末に機能停止に追い込まれ、シンを巻き添えに自爆する。
ゼレーネ・ビルケンバウム
旧ギアーデ帝国帝立軍事研究所に努め、自律兵器の研究に携わっていた天才科学者。階級は少佐。公開ネット上にアップロードされていたマリアーナ・モデルをほぼ独力で改良し、レギオンの制御系を作り上げた。
レギオン指揮官機「ミストレス」となっており、初期の命令から逸脱しようとしているレギオンを止めるべく、シンたちにメッセージを送る。人類からは「無慈悲な女王」と呼ばれる。

### ロア＝グレキア連合王国
ヴィークトル・イディナローク
ロア=グレキア連合王国第5王子。愛称はヴィーカ。レギオン側識別名「フヴェズルング」。18歳という若さで南方方面軍総司令官を務める。階級は中佐。イディナローク王家に代々伝わる「紫晶」の異能を継ぎ、驚異的な頭脳と引き換えに倫理観の欠如という弊害を負っている。母の死後、母の人格を再現する目的で彼女の脳から人工知能「マリアーナ・モデル」を作成する。
レギオンとの開戦後は王族の倣いとして従軍するが、初陣で赴いた前哨基地で幼馴染のレルヒェリートが自らをかばって戦死してしまう。彼女との最後の約束を守るため、その脳から最初の「シリン」となるレルヒェを作成。以後は「シリン」の製造を行いその部隊を指揮している。戦場に出る際のパーソナルネームはガデューカ。指揮官用に通信機能を強化したバルシュカ・マトゥシュカを駆り、「シリン」の指揮をしつつAI補助が前提のマルチロックオンシステムをマニュアルで操る精鋭オペレーターとして戦う。
ザファル・イディナローク
声 - 水中雅章
ロア=グレキア連合王国第1王子、連合王国軍総司令官。階級は大将。10歳離れたヴィーカを気にかけている。幼少期のヴィーカが子猫の眼球をくり抜いた事件をきっかけに彼がそれ以上人の道を踏み外さぬように矯正を図り、価値観の違いを理解した上で家族として受け入れている。隻眼の猫は現在も居室で飼われている。ヴィーカが第86機動打撃群に合流した際はレーナに「ヴィーカに許可してはいけないことリスト」を渡した。
レルヒェ
「シリン」一番機。パーソナルネームはチャイカ。時々空気の読めない発言をする7歳児。脳構造のオリジナルは戦死したヴィーカの幼馴染レルヒェリートで、ヴィーカの思い入れから彼女のみデータのバックアップが存在しない。
スヴェトラーナ・イディナローク
ロア=グレキア国王の7つ上の姉でヴィーカの伯母に当たる。国王をファーストネームで呼ぶことのできる唯一の人物。
ヴィーカと同じイディナロークの異能者で先代の「紫晶」だが現在はその力はヴィーカに移っている。ヴィーカが人工知能の専門であるのに対して誘導システムを得意とし、「無慈悲な女王」捕獲作戦ではヴィーカの要請を受けて自走自爆兵器「スロゥネ」を彼女の〝武器庫〟から提供した。
ザイシャ
ヴィーカの副官。ザイシャとは「仔ウサギちゃん」というニュアンスの、ヴィーカの付けた愛称。本名は第13巻時点でも不明だが、連合王国人以外には発音のしづらい長い名前だと述べられている。フレデリカより少し高い程度の華奢な体躯の気弱そうな少女だが、ヴィーカに代わり連合王国軍を率いることもあり、能力については申し分ない様子。聖教国では情報戦用に改造したアルカノストを駆って機動打撃群に帯同しており、その際のパーソナルネームはクローリク。

### ヴァルト盟約同盟
ベル・アイギス
声 - 橘U子
盟約同盟北方防衛軍総司令官を務める老齢の女性。青玉種。階級は中将。オリヴィアの祖母である。
オリヴィア・アイギス
ベルの孫。レギンレイヴ用の空挺装備である「アルメ・フュリウーズ」の教官。階級は大尉。女性と見紛う長い黒髪と美貌の持ち主。戦死した恋人を偲ぶため彼女と同じ香水をつけている。盟約同盟軍のエースで、近接戦闘でシンと互角に渡り合う実力者。黒珀種との混血で弱まっているものの、青玉種の異能である未来視で3秒先の光景を予知できる。常に未来が見える訳ではなく、意識して能力を使う必要がある。パーソナルネームはアンナマリア。

### レグキード征海船団国群
イシュマエル・アハヴ
征海船団国群合同海軍、征海艦隊「オーファン・フリート」の旗艦「ステラマリス」の艦長である翠緑種の男性。階級は大佐。豪放磊落ないかにも海の男といった性格。今は無きクレオ征海艦隊の司令官を父に持ち、オーファン・フリートの事実上の指揮官を務める。セオとの交流を通じて故郷を失った者の決意を彼に語った。
エステル
「ステラマリス」副長の女性。階級は大佐。征海艦隊の慣わしから年下のイシュマエルを「兄上」と呼び、彼もまた彼女を「妹」と呼ぶ。

### ノイリャナルセ聖教国
ヒェメルナーデ・レェゼ
聖教国軍第3機甲軍団”シガ=トゥラ”の軍団長をわずか15歳にして務める少女。愛称はヒェルナ。開戦時に軍団指令所がレギオンの急襲を受けた際「レギオンに家族全員を殺されつつも果敢に立ち向かう、聖教国の抵抗のシンボル」に仕立て上げるためだけに指令所に居た一族を見殺しにされ、レギオンへの憎悪を持たせる為通信越しに惨劇を聞かされるという仕打ちを受けた過去がある。
その過去故に愛国心を失い、それでもノイリャ聖教と神戟としての責務に縋りレギオンと戦い続けていたが、神戟が消滅寸前まで追い詰められた事を理由に聖教へ反する教徒からの徴兵を決定した聖教国へ失望。攻勢工廠型討伐の救援に来た連邦軍を攻撃し、支援任務を中断させる事で聖教圏を滅ぼそうと目論んだ。

### その他
黒猫
元はダイヤが拾ってきてスピアヘッド戦隊隊舎で飼われていた猫。シンたちが特別偵察に向かった後にレーナが引き取った。シンたちは正式な名前を付けておらず、皆思い思いの名前で呼んでいた。レーナが付けた名前はテルモピュライで、愛称は「ティピー」。飼い主のレーナには懐いているが、シンの方により懐いており、二人が一緒に居る場合はレーナが置き去りになる。

## 用語
86（エイティシックス）
共和国全85区の外側の存在しないはずの86区（強制収容所）とそこで暮らす人々のこと。共和国に85区外に生息する「人型の豚」として扱われてきた有色種（コロラータ）達である。
成立過程
1巻の9年前に当たる星歴2139年、レギオンの侵攻に追い詰められた共和国政府は大統領令第6609号に基づき戦時特別治安維持法を施行、共和国内に居住する有色種（コロラータ）を敵性市民と認定して市民権を剥奪した。これは共和国内の少数派（人口比で2割）である有色種をスケープゴートとして資源不足を解決し、同時に市民の兵役や増税を回避することが目的だった。有色種はギアーデ帝国の内通者だという名目だが、共和国出身の有色種も追放される一方で帝国出身でも白系種は問題視されないという露骨な人種差別の上に成り立っている。定義はかなり厳しく、ハーフなど僅かでも有色種の血が入っていれば86となる。大半の白系種（アルバ）市民は法案を容認。政策により兵役や増税が回避されると「人道的」な措置として賞賛すらされるようになる。少数ながら反対者も存在したが、「優等種」たる共和国の敗北を86に転嫁する潮流が生まれると優生思想と差別意識が瞬く間に流布、政策は完全に正当化された。星歴2148年時点でこれに疑問を抱く白系種は殆ど存在しない。共和国政府は5年の兵役に応じた86とその家族に市民権を返還すると公言し、多くの86が兵役に就くことになる。7年前に共和国製無人機ジャガーノートが開発されると86の兵士も前線に立つことは無くなったとされている。
真実
ジャガーノートは制御AIの実用化に失敗し86を乗せた「有人搭乗式無人機」として運用されている。また兵士の家族に市民権が与えられることは無く、兵役についた本人も最初の1年を生き延びるものは1%に満たない。それでも5年間の兵役を生き延びた86にはレギオン支配域深部への特別偵察任務が与えられ、任務終了と同時に兵役を免除される。実態はレギオン支配領域からの生還者は全くの0であり、事実上の廃棄処分、すなわち”死”による開放である。
環境
強制収容所は地雷原と鉄条網に囲まれ、前方はレギオン支配地域、後方に共和国の迎撃砲（及びグラン・ミュール）が存在するため脱走は不可能。内部には最低限の給餌、医療設備しかない上に電源は全て共和国側で管理されている。内部では86同士の諍いも絶えず、劣悪な環境から老人や幼児の生存は不可能に近い。兵役には毎年10万人が入隊するが、1年後の生存者は千人に満たない。これでも死亡率は改善されており、ジャガーノートの開発前は日に5割の損害も当たり前だった。兵士たちが詰める前線基地も環境に大差はなく、通常は出撃と哨戒（阻電撹乱型がレーダーを無効化するため）に追われて娯楽や精神的余裕は皆無。運良く廃墟を探索する余裕があれば食材や物資を回収できることもある。86は人として扱われないため、死亡した際も遺体の回収や墓に葬ることは禁じられている。
狭義の86
開戦時に大人だった86達は家族の市民権を取り戻すために戦い、開戦後2年で殆ど戦死した。星暦2148年時点で大人の86は専門技能を持つ（ジャガーノートの整備士など）ごく僅かな例外を除き存在しない。大人達の死で市民権返還が嘘であると気付いた青少年世代の86だったが、反乱を起こすだけの人口は既になく、何より最前線の86区を守るために戦わざるを得なかった。そんな彼らは自分達こそ国防の任を果たす真の共和国市民だという誇りを最後の矜持として、辛うじて人としての尊厳を保っていた。こうした若者達も戦死した後に残されたシン達の世代の86は共和国人としての自意識も薄く、「戦死する日まで戦い抜く」ことのみが唯一のアイデンティティとなっている。本編中の86は主にこの幼少期から収容所で育った世代（一巻時点で10代半ば）を指す。また前述の通り新生児は皆無に等しいため彼らより年少の86もまた存在しない。

情報処理装置（プロセッサー）
ジャガーノートの搭乗員、すなわち86のこと。ジャガーノートは無人機である「設定」のため、搭乗員は操縦士（オペレーター）ではなく部品として扱われる。通常のプロセッサーはアルファベットと数字を組み合わせたコールサインで識別されるが、生存率1%の戦場を1年間生き抜いた古参兵は固有のパーソナルネームの使用が許可される。こうしたベテランのプロセッサーは“号持ち”と呼ばれ、通常の戦隊には数名しか配属されていない。
指揮管制官（ハンドラー）
共和国国軍本部からパラレイドを使用して部隊の指揮管制を行う指揮官、1人のハンドラーは基本的に１つの戦隊を管制する。戦場の見えない管制室からでは当然まともな指揮が取れる筈もなく、ハンドラーの存在意義は本質的に86の監視でしかない。また共和国正規軍は9年前の戦いで後方要員に至るまで壊滅しており、業務の引き継ぎやノウハウも失われて久しい。実際の戦闘は86が行っているので軍人は殆ど失業対策のために存在しており、当然志願するのは社会にあぶれた者や失業者が大半でマトモに業務を果たしている者はほとんど居ない。任務中のスポーツ観戦や業務放棄はマシな部類で、自らの部隊を特攻させて愉んだり、全滅までの日数で賭けを行うものすら存在する。
ロア ＝ グレキア連合王国においては〈シリン〉の管制を行う指揮官のことも指す。
フェルドレス
レギオン出現以前よりギアーデ連邦他各国で開発、運用されている有人多脚装甲兵器。語源は英語で兵士の軍服を意味する「バトルドレス」のドイツ語読み。ギアーデ連邦ではレギオンなどの無人多脚装甲兵器と区別する意味で呼称されている。最初の開発国はヴァルト盟約同盟で、旧ギアーデ帝国軍の15個戦車師団を退けたことで一躍脚光を浴びる。戦闘車両と歩兵を複合した汎用型陸戦兵器だが、多脚兵器ゆえに機動力と運動性においては従来型の戦闘車両を上回るものの、火力と装甲においては劣るなどコンセプト的に中途半端な存在であった。しかしレギオンとの戦争により、物的、人的被害が共に膨大となり戦線の維持が困難な状況に各国とも陥いるに至り、前述のコンセプトが戦線に投入する人員と資源の削減というニーズに合致した結果、現在はギアーデ連邦他、各国の主力陸戦兵器となっている。搭乗型の有人機ゆえに性能面でレギオンに劣るため、対レギオン戦においては最適な戦術と物量を以て辛うじて対抗できている状態である。
レギオン
ギアーデ帝国が開発した自律式無人戦闘機械。星暦2139年（共和暦358年）のギアーデ帝国による宣戦布告のあと周辺諸国全てに侵攻を開始し、共和国正規軍を半月で壊滅させた。動物の脳構造を模倣した高度なAIに流体マイクロマシンの神経網を持ち、動力はエナジーパックによるバッテリー式。緊急時には太陽光発電を行うこともできる。動物脳ベース故に戦術や判断能力は人間に劣るが、圧倒的な物量と人の限界に囚われない機動性で欠点をカバーしている。暴走を防ぐために厳重なプロテクトが施されており、NBC兵器や人に擬態する兵器は生産できない。また設計者の思想を反映して航空型レギオンは非武装に限られる。帝国で起きた市民革命によって指揮権を登録された帝国指導者たちが全滅し、帝国崩壊後も彼らの最後の命令に従って周辺諸国へ侵攻を続けている。機体および制御AIの開発主任は、ゼレーネ・ビルケンバウム。
脳髄の形で取り込まれた“羊飼い”達によって帝国の規定した禁則事項（プロテクト）や初期命令は無効化されつつあり、“ノゥ・フェイス“を始めとする統括ネットワークの指揮のもと、真実人類を滅ぼすために行動を開始している。
羊
通常のレギオンのこと。レギオンが暴走した時の保険としてOSのバージョン毎に5万時間、およそ6年弱で中枢処理装置が自壊する変更不能の寿命が帝国によって設定されている。
黒羊
前述の寿命を回避するため、死者の脳構造を中枢処理装置として取り込んだレギオン。シンには死に際の思考を繰り返し続ける声が聞こえる。性能的には羊と変化は無い。
市民革命によって滅んだ帝国からの機能アップデートが受けられなくなったため、独自に機能保全を行った結果脳を取り込むという行動に至ったとされる。死者の脳は滅多に回収されないため、同じ人間の脳構造が多数の機体で使い回されている。
羊飼い
生きたまま、あるいは死んで間もない人間の脳構造を取り込んだレギオン。指揮官機として他のレギオンを統率しており、待ち伏せや罠など高度な指揮を行う。《黒羊》とは異なり人間としての意思と記憶をもつが、上位指揮官機には反抗出来ない。シン曰く、その声は「良く通るから分かりやすい」。人間としての人格が複数の自己に耐えられない為、1人の脳構造につき1機しか存在しない。
生前の精神状態が自己を構成する流体マイクロマシンの形状に現れる事があり、例えば強い渇望や執着を持っていた場合は手の形を生ずる。作中ではレイや『無慈悲な女王』、アニメ版のキリが生じさせており、至近距離からの砲撃を無力化する強度と数本でジャガーノートを投擲する膂力、人間を傷付けずに抱き上げられる動作精度を有する。
牧羊犬（シープドッグ）
《羊飼い》が生前の記憶に引きずられることを嫌ったレギオンが改良した新型。スキャニング前に記憶野を破壊されており、《羊飼い》に迫る戦闘効率を有しながら複数機体への使い回しが可能。4巻以降のほとんどのレギオンはこのタイプである。
主に大攻勢で陥落した際に捕縛された共和国市民が使用されており、戦闘知識の欠落から搦手に弱いという弱点を問題視したレギオンによりアップデートの材料となる優秀な兵士や指揮官の『首狩り』を行う専門部隊の編制・投入が行われている。また、電磁砲艦型等の超大型機には多数の脳構造を結合した補助演算システムが搭載されている。
仔羊(アグヌス)
高機動型や電磁加速砲型、電磁砲艦型、試作案：陸上戦艦型等の規格外機体から得た運用データでアップデートされた《羊飼い》。
高機動型で試験された脱出機能の完成型を採用しており、搭載機が撃破されても脳構造図を構成する流体マイクロマシンが無数の蝶へと変貌。機体が誘爆炎上しない限りは確実な脱出と再構築が可能な高い不死性を有する。

知覚同調（パラレイド）
「人類種族の潜在意識」としての集合無意識を介し、人同士の意識を接続することで知覚を共有する技術。距離や天候、地形の影響を受けないため、阻電撹乱型によるジャミング下でも通信が可能。ただし翻訳機能は搭載されていないため、言語の壁を超えることは不可能。理論上五感のいずれであっても共有ができるが、視覚は情報量が多過ぎて使用者が失明する危険があり通常は使用されない。共和国軍においては聴覚を同調した無線がわりの通信手段として使用されている。集合無意識を利用する関係上、聴覚を同調するだけでも顔を合わせている程度の雰囲気は伝わる。
集合無意識への接続には異能者の脳構造を模倣した疑似神経結晶を用い、ハンドラーを始め通常はレイドデバイスと呼ばれるチョーカー型の機器に組み込んで使用するが、86は首の後ろに直接疑似神経結晶をインプラントする必要がある。86相手なので手術は雑に行われ、皮下に注入されるはずが脊髄を傷付けて身体が動かなくなって廃棄されるプロセッサーが稀に出る上、麻酔も消毒もろくに施されないために傷が中々治らない。
ギアーデ連邦にたどり着いたシンたちから回収したレイドデバイスを基に、連邦軍でも運用されるようになる。このコピー品は共和国軍のオリジナルと同調を行なうことも可能。
原理的には焔紅種で稀に発現する血族間での精神感応と同じ現象を人為的に引き起こしている。シンの母方のマイカ家で見られる異能であり、本来のシンの異能もこれに当たる。戦前、人工知能の研究者だったシンの父レイシャと脳科学者であるアネットの父ヨーゼフが遊び感覚で研究しており、開戦後に妨害を受けない通信手段を欲する共和国軍からの要請で86の子供達を使った人体実験を繰り返して完成した。
マリアーナ・モデル
ロア ＝ グレキア連合王国で開発され公開ネットワーク上に全情報を開示した人工知能モデル。レギオンの中枢処理系の原型となった。この人工知能の材料となったのはヴィーカの母、マリアーナ・イディナロークの脳である。レギオンが死者の脳構造を取り込めるのは、脳構造のスキャニング技術が元来人間の脳を対象としている為である。
大要塞壁群（グラン・ミュール）
共和国85行政区を取り囲む要塞線、実際には無数の要塞が重なり合って壁のように見えている。共和国防衛の要であり開戦後に86を強制動員して建設された。第一区の共和国軍本部を除けば唯一部隊が配備されているが、戦闘は前線の86に任せきりなため実戦経験は皆無。星歴2149年8月25日の大攻勢において電磁加速砲型（モルフォ）の猛砲撃を受け、北部要塞線が崩壊。以降の戦闘は85行政区内へ移行し、レーナが86の残存戦力を引き入れるため要塞のゲートを開放。これによりグラン・ミュールはその存在意義を完全に失うこととなった。
対人・対戦車地雷原&自立式迎撃砲陣地
大要塞壁群（グラン・ミュール）から86区前線に至るまで何重にも敷設された無人防御陣地。主目的はレギオンの迎撃だが、その用途で使われたことは一度もない「役立たずのオブジェ」。対人地雷が敷設されていることからも分かるように、86の反乱と逃亡を防止することが目的の一つである。迎撃砲は155ミリ重砲やミサイルを装備しているが、長年の怠慢と整備不良によって正常に稼働する兵装は半数程度。
スピアヘッド戦隊
共和国においてレギオンの侵攻が最も激しい東部戦線の第1戦区第1防衛戦隊。戦隊長はシンエイ・ノウゼン大尉、副長ライデン・シュガ中尉、以下定数24名の86で編成される。パトロールと支援が主任務の第2〜第4戦隊とは比較にならない戦闘をこなすため、隊員全員が各戦区から集められた“号持ち”で編成されている精鋭部隊。隊員達は5年の兵役のうち既に4年半を終えており、残り半年をこの戦隊で生き残れば退役することができる。物語開始時点ではマシュー、ミナ、クジョーが戦死しており総勢21名（アニメ版ではクジョー含む22名）。だがこの部隊の真の役割は「兵役満了まで生存した86の最終処分場」である。六ヶ月の任期中兵員の補充は行われず、部隊が全滅した時点で次の“号持ち”が補充される。これは各戦線の第一戦区第一防衛戦隊（スレッジハマー、レザーエッジ、ロングボウ）でも共通して行われている。それでも任期を生き延びた86（稀に1〜2名存在する）には特別偵察任務が命令され、生存者は友軍登録を抹消した上でレギオン支配域へ放逐される。スピアヘッド戦隊は特別偵察任務発令時に5名が生存していた。第86機動打撃群の発足後は第一機甲グループの本部付き戦隊として再編される。
第1028試験部隊
ギアーデ連邦軍西方方面軍に所属する試験部隊。大企業WHMの令嬢グレーテ・ヴェンツェル中佐が指揮官を勤める。彼女が開発を主導した高機動フェルドレス「レギンレイヴ」の試験運用が主任務であり、傘下に実働部隊「ノルトリヒト」戦隊が所属する。グレーテのコネがあるため部品供給や補給は潤沢。当初は一個大隊50余機のレギンレイヴを運用していたが、あまりの機動性に体を壊すテストパイロットが続出、実戦でも正規の戦隊長を含む多くの隊員が戦死し部隊規模は半減してしまう。以上の経緯から存続を危ぶまれていたが、残ったシン等86達と戦闘属領兵がレギンレイヴを使いこなしたことで次第に大きな戦果を挙げ、電磁加速砲型撃破作戦では三カ国連合軍の切り札として投入された。第86機動打撃群の編成後は戦闘属領兵を中心に再編され、機動打撃群に吸収合併される。なおノルトリヒト「北の光」とは伝承においてレギンレイヴが纏う衣、すなわちオーロラを指す。
第86独立機動打撃群（ストライク・パッケージ）
ギアーデ連邦西方方面軍所属の独立機動部隊。高機動型フェルドレスであるXM2《レギンレイヴ》を主力に、レギオン重点の制圧に投入される。戦闘員のほとんどが元86で構成された事実上の外人部隊。その活動範囲は他国のレギオン支配域にもおよび、他国からの要請に応じて国外遠征に派遣されることもある。
所属している86らは約2千人ずつ4個の機甲グループに分けられ、2個グループが作戦を担当している間に1個が訓練を受け、残りの1個は休暇を兼ねて併設された学校へと通う。
義勇機甲連隊ミルメコレオ
焔紅種の貴族を中心とした新帝朝派の私兵部隊。旧ブラントローテ大公領の所領軍を母体としており、軍服や保有兵器は焔紅種を思わせる辰砂に統一されている。兵員は焔紅種の中でも一族と認められない異能研究用の混血児達で構成され、蟻獅子（ミルメコレオ）の部隊名の由来ともなっている。編成は基本的に連邦正規軍と同様で、ヴァナルガンド中心の機甲部隊と装甲歩兵隊からなる。
聖マグノリア純血純白憂国騎士団
大攻勢で崩壊した旧サンマグノリア共和国の暫定政府内に存在する組織。首領は補佐官のイヴォーヌ・プリムヴェールで、自らを優良種とする狂信的な考えを持ち、旧共和国市民の支持者が増え、徐々に地位を築きつつある。支持者たちは元86に対して侮辱行為をしており、侮蔑的なシュプレヒコールやビラ配り、ラジオの海賊放送をしている。シンたちの間では「純白の国土を人間の手に取り戻せ」というスローガンから「洗濯洗剤」という呼び名が定着している。
有色種（コロラータ）
旧サンマグノリア共和国に於いて、白系種以外の民族のことを指して言われた蔑称。この名称自体は戦前から存在しており、86排斥の社会的な下地がうかがえる。
人造妖精〈シリン〉
ロア ＝ グレキア連合王国がアルカノストの操縦に用いる人型の制御用コアユニット。レギオンの《羊飼い》と同様に脳の構造をスキャンし、データ化された脳構造は人造細胞で再現され、記憶削除と疑似人格の刷り込みを実施した上で〈シリン〉の頭蓋内に収められる。材料はあくまでも志願者のみで、献体を志願した軍人が治療順判定（トリアージ）で救命不能（ブラックタグ）と判定された場合にのみ行う。肉体は人造皮膚と筋肉、金属フレームやその他のコードなどでできている。その構造上シンの異能にはレギオンと同じ”声”が聞き取れる。
戦闘属領兵（ヴァルグス）
旧ギアーデ帝国に存在した制度、人獣（ヴァルグス）とも呼ばれる。もとは帝国辺境に住む流浪の民で、平時は裏切り防止を兼ねて免税特権や食料配給といった保護を受ける代わりに、戦時は兵士として動員される隷属身分の戦士階級。ギアーデ連邦成立後も市民権がなく正規の軍人になれないなどの差別が残っており、多くの旧戦闘属領兵が傭兵として連邦軍に在籍している。彼らが住む戦闘属領（ヴォルフスラント）は国土の外縁部にあり、戦時には本土を守る盾となることが期待されていた。
思考支援デバイス 〈ツィカーダ〉
〈シリン〉のハンドラーのために開発された、知覚同調の負荷を軽減するデバイス。見た目は薄い藤色の銀糸がレース模様を描くチョーカーだが、使用時は装着者の生体電流を動力に稼働し、自己増殖機能をもつ疑似神経線維がボディスーツのように全身を覆って外部脳として機能する。その仕様から軍人には気に入られず、制式採用はされなかった。
原生海獣（クジラ）
戦闘機や軍艦と互角以上に渡り合う、人類の外海進出を拒む敵性海棲生物。全7種類が存在し、数メートルサイズから砲光種（ムスクラ）と呼ばれるレーザー発振器官を備えた300メートルクラスのものまでが生息している。縄張り意識が強く、領域を犯せば人類、レギオンの区別なく攻撃する。
征海艦隊
レグキード征海船団国群の海軍、かつて世界中に存在した征海氏族の最後の11氏族を母体とした11の船団国がそれぞれ保有しており、艦隊を「家」、司令官を「父」とした擬似的な家族関係による固い結束を誇る。その目的はレグキード（竜殺し）の名のもとに原生海獣を駆逐し海を制覇すること。長きに渡るレギオンとの戦いで制海権を確保し続けたものの、損害も大きく、後述の理由ゆえ新造艦を建造できないため現在は一個征海艦隊規模にまで減少、各氏族の生き残りを集めた合同艦隊〈オーファン・フリート〉（孤児たちの艦隊）が、旗艦「ステラマリス」の艦長イシュマエルを「兄」として編成されるのみである。小国ゆえ独力で艦隊を保有する国力、技術力が無いレグキードに代わり艦艇建造は旧ギアーデ帝国が行い、大型艦運用のノウハウ取得と原生海獣駆逐の暁に利権を得ようとしていた。しかし、これら最新鋭の大型艦艇をもってしても肝心の「征海」は遂に成功しなかったとされる。
合同征海艦隊オーファン・フリート
レグキード征海船団国群に残る最後の征海艦隊、既に壊滅した各征海艦隊の残存艦を寄せ集めて編成された「孤児たちの艦隊」である。事実上の司令官はイシュマエル・アハブ、旗艦「ステラマリス」以下征海艦1隻、遠征艦3隻、破獣艦6隻、哨戒艦2隻で構成される。
白紙地帯
大陸の北西に位置する斬首半島の通称。数百年に及ぶ火山活動で火山灰が降りしきり、マグマと共に汲み上げられた重金属が水質汚染を引き起こしているために人間の生存は不可能。聖教国に対峙するレギオンはこの地域を勢力圏としている。
神戟(テシャト)
ノイリャナルセ聖教国における身分制度で、軍人を生業とする身分の総称。
流血と戦いを禁ずる国教ノイリャ聖教を守りながら自国民で軍を組織する為、聖教国は軍人を教徒でも国民でもない「神から与えられし生きた剣戟」と解釈する事で軍創設を正当化。創設後の自国を「民の手を戦と流血に穢さぬ、清浄なる神の国」と喧伝した事で、非ノイリャ聖教圏から「狂国」と呼ばれる事となった。
職業を家と結び付ける国家制度や、軍役以外は教徒と平等な待遇に加え高等教育の拡充等の優遇、何より庇護される教徒からの感謝と敬意により問題無く維持されて来たが、10年以上に渡る対レギオン戦争で徴兵可能人口が払底。児童層の実戦投入に至り聖教国は教徒からの徴兵開始を決定し、第三軍団蜂起の引き金となった。
仔鹿(アクタイオン)
共和国軍研究所が幼いエイティシックスや白銀種以外の白系種国民の戦力化を大義名分とし、実態はレギオン停止後の残存エイティシックス処分用に開発した、生体自爆兵器へと改造された少女たちの呼称。
被験者は人造細胞「愛しい人(ディア)」を移植されており、これが起動するとRNAを用い周囲の人体細胞を脂肪からニトログリセリンを合成する生体プラントへ改造、人体を爆弾へと変貌させる。被験者が全員女性なのは戦力として劣る事に加え原料となる余剰脂肪を多く持ち、妊娠した胎児を除外できる免疫機能が人造細胞移植に都合が良かったからであった。
人造細胞には移植から一定期間経過すると自爆する設定が施されており、研究施設でそれを盗み聞いていた「仔鹿」達は他者を巻き込むのを恐れ、同時に故郷での死を願い保護先から脱走。最終的に自殺や自暴自棄から自爆テロに走った一部を除き全員が爆死して果てたが、一連の騒動は連邦市民が他者を排斥する大義名分となり、帝政時代から根深く残る民族・身分・出身地間の対立を表面化させる一因となってしまった。

## 機体

### サンマグノリア共和国
M1A4 ジャガーノート
共和国工廠製、無人式自律戦闘機械（ドローン）。しかし実際は実用レベルの戦闘用AIの開発に失敗し、人ではないとされた86が搭乗している「有人搭乗式無人機」である。ギアーデ連邦における「フェルドレス」相当の機体であるが、対外的には「無人機」であるため、エアバック、脱出装置などは装備されていない。背部に固定武装としてガンマウントアームを装備し、57ミリ滑腔砲を標準装備する。マガジン式のためフルオート射撃も可能だが、軽量な機体に対して重すぎるためバランスが悪い。アニメ版では遠距離戦用の250口径長砲身57ミリ滑腔砲仕様も存在。副兵装としてワイヤーアンカー2基、格闘用サブアームに高周波ブレード2基か12.7ミリ重機関銃2丁を装備。全長10.7メートル、全高2.1メートル（ガンマウントアームの兵装含まず）。機体自体はM551シェリダンをモチーフとしている。戦時急造の突貫兵器であり、作中では事あるごとに「アルミの棺桶」と揶揄される掛け値なしの欠陥機。明示された欠点は、「重機関銃弾」(戦車型・重戦車型の12.7ミリ弾及び一部斥候型の14ミリ機銃弾）にもぶち抜かれる薄っぺらな装甲」「歩行制御プログラムの未熟による華奢で接地圧の高い四脚」「貧弱な主砲」「履帯式戦車よりはマシという程度の機動力」「プロセッサーの身体ごと千切れるクラムシェル型コックピット」「プロセッサーの首を切断する形で外れるコクピットハッチ」など、レギオンからも装甲歩兵程度の兵種と判断されている。開発以来OSのアップデート程度しか改良は行われていないようだが、末期には夜戦用に通信機器を強化した機体が試験的に配備されていた。4機編成の1個小隊を最小単位に6個小隊24機で1個戦隊が編成される。当然ながら戦闘のたびに大損害を受けるため日常的に部隊の再編や統廃合が行われており、全滅による部隊の解体も珍しくない。辛うじて戦線が維持できているのは損害を受ける度に大量の新兵で補填しているためである。各戦線に配備されたジャガーノートの総数10万機は毎年入隊する86の人数と釣り合っており、その損耗率の高さが窺える。
スカベンジャー
戦闘中のジャガーノートに随伴し、弾薬やエネルギーパックの補給を行なうことを目的として作られた支援機。高稼働クレーンアーム2基と大型コンテナマウント1基を備え、積載量は10トンを超える。正式名称は「M101 バーレット」だが、戦闘中は不足物をジャガーノートやスカベンジャーから剥ぎ取り、非戦闘時も使用可能な破片を探して戦場跡を這い回る様からプロセッサーの誰もがスカベンジャーと呼ぶ。シンに付き従うスカベンジャーは「ファイド」と呼ばれており、部隊の皆に可愛がられている。ファイドは激戦をくぐり抜けてきた学習のたまものか、シンたちの言動をよく理解し、戦死者の遺品回収などを行うなど、単なる作業機械に留まらない能力を獲得している。
シン達の特別偵察任務にもファイドは同行したが、道中レギオンの攻撃により撃破され機能を停止したが、後にギアーデ連邦側がファイドの撃破地点まで奪還したことにより回収され、コアが無事だった為性能を強化された上で修理され再びシン達と合流を果たした。
ファイドの元となった試作008号と呼ばれる人工知能はシンの父親が作ったものであり、元は大型犬を模した柔らかな素材の筐体だった。しかし開戦によって戦場に駆り出された一家を捜し守るため、スカベンジャーに全構成データを転送して戦場へ赴いた。全長3.1メートル、全高2.5メートル。

### ギアーデ連邦
XM2 レギンレイヴ
WHMが開発した第3世代フェルドレス（多脚機甲兵器）。グレーテ・ヴェンツェル中佐が設計・開発した高機動型で、敵の攻撃を防御するのではなく、回避する（機動防御）という設計思想のもとに開発された。高い機動力の半面搭乗者への負荷も大きく、第1028試験部隊（ノルトリヒト戦隊）で行われた試験運用初期のキルレシオはヴァナルガンドと大差無かった。現在の運用は86や旧戦闘属領（ヴァルグス）が担っており、キルレシオも向上している。背部に固定武装としてガンマウントアームを装備し、88ミリ滑腔砲を標準装備する。アニメ版の表記では1弾倉あたりの装弾数は10発。副兵装として高周波ブレード2本か12.7ミリ重機関銃2丁を格闘用サブアームに装備。他にワイヤーアンカー2基、脚部57ミリ対装甲パイルドライバ4基の固定武装がある。
ガンマウントアームのバリエーションとして88ミリ狙撃砲、88ミリ散弾砲、ミサイルランチャー、40ミリ機関砲が登場している。なお、88ミリ砲の愛称はドイツ軍の「アハト・アハト」が一般的だが、作者の名前の都合から作中ではソ連軍の76ミリメートル砲の通称「ラッチェ・バム」が使用されている。全長6.3メートル、全高2.7メートル（格闘用サブアームの装備含まず）。
共和国製のジャガーノートより確実に性能は上だが、シンたちには「共和国のジャガーノートより多少上等な、アルミの棺桶」「搭乗者クラッシャー」などと言われる。シンたち86はこの機体もジャガーノートと呼称するため、2巻以降は多くの場面でこちらの名称が使われる。
高機動型との戦闘時の経験から、登録された外部音声をトリガーとして主砲を放つ射撃モードが追加されている。
作中第5・6巻では、ロア＝グレキアの雪原に対応するために砲塔旋回機構のオミットやアイゼンの追加などが施された寒冷地仕様機が登場。
M4A3 ヴァナルガンド
製造元はフェルスインゼル陸軍工廠、連邦軍の主力第3世代フェルドレス。主兵装は120ミリ滑腔砲、副兵装は12.7ミリ重機関銃2丁、操縦士と砲手兼車長が乗る複座式。前面装甲は600ミリ圧延鋼板相当と堅固で、戦闘重量50トンながら八脚による巡航速度は時速100キロ近い。有人ゆえの機動力の限界を除けば戦車型に匹敵する性能を誇り、人類側の機甲兵器では最高峰の機種と評価されている。ただし、レギンレイヴを開発したグレーテ中佐からは機動力に劣りレギオンの土俵で戦えないと低い評価を受けている。斥候型や近接猟兵型であれば充分に圧倒可能で、スペックで劣る戦車型に対しては統制をとった連携と人海戦術で戦線を維持している。近代化改修を適宜行っているらしく、シンたちの入隊前は第三期改修型が最新モデルだった。全長6.5メートル、全高2.9メートル。

アジ・ダハーカ
製造元はリンシァ社(フェルスインゼル陸軍工廠より引き継ぎ)。ノウゼン家直属の“狂骨師団”に配属される強襲型フェルドレス。ヴァナルガンドと共通する火力に加えて近接専用に前脚部“ブレード”パイルバンカーを備え、８枚の稼働式展開装甲による防御力も高い。過剰なまでの攻防力を詰め込んだ結果肥大化した機体を高出力パワーパックで強引に機動させる「全部乗せ」の結果、戦車型をも凌駕する暴力的な性能と引き換えに操縦性、整備性、燃費、稼働時間共に最悪というピーキーな機体。本機の過剰性能を削る形で開発されたのがヴァナルガンドである。
特徴的な点として心理専用大出力スピーカーを装備している。世代的には旧式だが近代化改修を受けた本機の高性能は現在も圧倒的で、機動防御の切り札として集中運用されている。全長11.9m。全高3.1m

XC-1 ナハツェーラー
製造元はWHM、地面からわずか数メートル上を飛ぶ、地面効果翼機（ランドクラフト）と呼ばれる極めて特殊な飛行機。レーダーなどから極めて捕捉されにくい。旧帝国空軍で開発され、量産開始目前の状態だったが、対レギオン戦争に伴い、試験施設ごと放棄されていた。積載重量は最大300トン超、ヴァナルガンドの4機小隊またはレギンレイヴの16機中隊を積載可能。軍の要求に応えた結果重くなり過ぎ、離陸には電磁カタパルトが必要となった。カスピ海の怪物とAn225、B2スピリットがモチーフとなっている。作中ではグレーテ・ヴェンツェルが機長を勤める。
C-5フレースヴェルグ
旧帝国空軍工廠製、作中世界最大の輸送機だが、ナハツェーラーには劣る。
ヴァナディース
レーナたち第86独立機動群司令部が搭乗する指揮車両であり、ヴァナディースHQ(ヘッドクォーター)が置かれる。30トン級装甲車に管制機器一式と指揮設備が完備されている。作中ではレーナ、アネット、マルセルなどが搭乗。自己防衛用に25ミリチェーンガンと12.7ミリ機関銃を装備。パーソナルマークはセオが描いた赤いドレスの女性「鮮血女王」。
ウルフヘジン
ギアーデ連邦軍の装甲服。主に装甲歩兵たちが使用する。現実の強化外骨格に類似。12.7ミリ重突撃銃を標準装備し、稀に白兵戦装備を使用する者もいる。主に斥候型や近接猟兵型に対応する。戦場ではハーフトラックや装甲車を利用した機械化歩兵として活動する。
トラオアシュヴァーン
ギアーデ連邦先進技術研究局開発、電磁加速砲型を仮想敵として開発された連邦の試作レールガン。むき出しの配線、未完成のFCSや冷却系、再装填に200秒を要するなど運用上多くの問題を抱えるが、人類側の数少ない切り札である。発射時はレギンレイヴが一機射撃管制を行う必要がある。全長約40メートル、全高11.6メートル。300ミリレールガン一基を装備。
トラオアシュヴァーン改
通称“闘神孔雀(カンプフ・プファオ)“。トラオアシュヴァーンを始めとする試作レールガンの開発結果をフィードバックして建造された改良型試作レールガン搭載列車砲。攻撃力と機動性を考慮した結果仮想敵である電磁加速砲型に似た列車砲となった。戦局の悪化を受け突貫作業で建造されたためFCSや自動装填装置は結局完成せず、合計13門の多連装砲とすることで連続射撃と着弾修正に対応している。共和国派遣軍撤退作戦において第八特務砲兵連隊に配属された”カンプフ・プファオ“は電磁加速砲型の迎撃に投入され、着弾修正からの4連射によってこれを撃破した。全高12m。重量3000t

### ロア ＝ グレキア連合王国
バルシュカ・マトゥシュカ
連合王国の主力である有人式フェルドレス。開発は王属技術院第六工廠。主戦場が足場の悪い雪原であるため、鉤爪を備えた五対十脚の太く短い脚部を持つのが特徴。安定した姿勢から一撃必殺を狙う。極寒の氷雪地帯故に歩兵の随伴が困難な事から、軽量型レギオンにも対応する為フェルドレスとしては規格外の重武装をマルチロックシステムで運用する。
主兵装は長砲身の125ミリ滑腔砲。副兵装は7.92ミリ同軸機銃と車体前面の14ミリ旋回機銃、および車体・砲塔上面に計8基配置された砲塔式40ミリ擲弾発射機。全長7.0メートル、全高2.7メートル。
アルカノスト
王属技術院第六工廠製造、無人半自律式フェルドレス。装甲の薄い華奢な胴体と五対十脚の長い脚部が特徴。主兵装は短砲身の105ミリガンランチャー、副兵装は14ミリ重機関銃。全長4.2メートル、全高1.8メートル 。装甲は極めて薄く小型軽量を突き詰めた設計で、連邦のレギンレイヴより運動性能は上。ただし当然ながら生存性は極めて低い。制御には人造妖精〈シリン〉と呼ばれる、レギオンと同系統のAI開発技術で作られた少女型アンドロイドがコクピットへ搭乗し操縦する。
この様な仕様となったのは〈シリン〉を歩兵の代替として運用する為であり、またバルシュカ・マトゥシュカが行動不能になった場合に〈シリン〉が機体を譲渡し、オペレーターを安全に脱出させる為でもある。

### ヴァルト盟約同盟
Mk6 ストレンヴルム
ヤーセン第三工廠製、グリフォンを思わせる翼と尾のようなスタビライザーを備えた四脚の機体、胴部には折りたたみ式の補助脚を持ち、盟約同盟の主戦場たる山岳で高い機動性を確保している。山岳戦のための機体の軽量化と激しい機動からの乗員保護のため操縦士は装甲強化外骨格を着て操縦する。これによって軽量、軽装甲の弱点を補っているが、代償として居住性が悪く光学スクリーンの代わりに網膜投影で視覚を確保している。その最大の特徴は一対の滑空翼で、風を捉えることで極低空を飛行して迅速に前線に展開、機動防御を行うことが出来る。熟練者はこの翼を戦闘でも使用可能で、跳躍や急制動によるトリッキーな機動を行う。相対するレギオンの大半が軽量級ということもあり、主武装は取り回しを重視した短砲身の105ミリ散弾砲或いは40ミリガトリング砲、両肩のパイロンには高周波ランスかワイヤーアンカーを選択式で装備する。全長4.5メートル、全高3.5メートル。
Mk1 アルメ・フュリウーズ
電磁射出型をベースとして開発された、強化型自走電磁カタパルト。後述するフリッガの羽衣と共に、空挺部隊を挺進させるために用いられる。
フリッガの羽衣
アルメ・フュリウーズによって射出されたレギンレイヴを、阻電撹乱型の翅を模して作られた素材によってレーダーと可視光から欺瞞しつつ前線に運ぶための空挺兵装。ロケットブースターで上空まで打ち上げ、その後は滑空によって距離を稼ぐ。全長13.83メートル、翼長16.34メートル。

### レグキード征海船団国群
征海艦
巨大な海棲生物、原生海獣（クジラ）を狩るために建造された大型艦船、基本型は現実の10万トン級原子力空母に相似するが、運用思想の違いから差異も多い。全長300メートル、速力30ノット。艦載機として大型原生海獣用の戦闘機、中小種用の対潜、哨戒ヘリを搭載。高威力の爆雷を投射する40センチ二連装砲（超大型ランチャー）を2基装備するほか、艦載機用蒸気カタパルトから自艦の錨を射出する「破竜砲」という戦術を持つ。劇中では合同征海艦隊〈オーファン・フリート〉旗艦としてナビガトリア級「ステラマリス」が登場。本艦はかつて旧クレオ征海艦隊の旗艦を努めていた。
遠征艦
排水量1万トンクラスの対原生海獣艦、機関は原子炉。40センチ連装砲1基と多連装ロケット砲を多数装備、〈オーファン・フリート〉所属艦として「バシリスコス」、「デネボラ」、「ベナトナシュ」の3隻が登場。電磁砲艦型と激戦を繰り広げ全滅する。
破獣艦
6千トンクラスの戦闘艦、征海艦の護衛を務める。〈オーファン・フリート〉所属艦として旧ベレニ征海艦隊所属艦「ホクラクシモン」他、「アルビレオ」、「アルタイル」、「ミラ」、「ティコ」等6隻が登場。電磁加速砲型の攻撃を避ける囮となり全滅する。
その他
快速艦、哨戒艦、フリゲート等が存在し、練習艦となった艦もある。過去には魚雷艇なども存在していた模様。征海艦隊の艦艇群は主敵が原生海獣であることや小国ゆえのコストの問題から無誘導のロケット兵器を主兵装とするが、他国海軍でも同様かは不明。

### ノイリャナルセ聖教国
機甲五式 ファ=マラス
聖教国軍制式フェルドレス。製造元は聖教宮・鍛治殿（かぬちでん）・兵杖塔。主戦場である白紙地帯に積もる灰に足を取られぬことを優先した、接地面積の広い鳥の翼のような八脚を持つ。逼迫する兵員不足を考慮して生存性が重視されているのが特徴。乗員の保護を最優先とするために正面装甲の増加が施されている他、装備する主砲の機関部や弾倉すらコクピットの前方に配置している。これは現実にもイスラエル軍のメルカバ戦車などに見られる設計思想である。重装甲・高火力のコンセプトは連邦製のヴァナルガンドに近いが、技術力の差のために総合性能は一段階劣る。
主兵装は120ミリライフル砲。副兵装は主砲同軸および旋回式の2種の12.7ミリ機銃。全長7.0メートル、全高2.9メートル。
機甲七式 リャノ=シュ
親機であるファ=マラスによって管制され追従する無人機と思われていたが、実際は徴兵可能人口払底により10代始め、あるいはそれ以下の年齢の子供を操縦士とすることを前提とし、前方投影面積と装甲材の削減を図った急造品のフェルドレス。ファ=マラスと同様、接地面積の広い四脚を持つ。機動性・運動性は劣悪で戦車というよりは小型の自走砲であり、待ち伏せ射撃を主とした運用がなされる。武装は、106ミリ無反動砲を左右に三門ずつ計六門。また、照準用の12.7ミリスポッティングライフルを装備する。全長3.2メートル、全高1.6メートル。

### レギオン
斥候型（アーマイゼ）
名前のモチーフは「蟻」。
最も多く見られるレギオンの一つ。高精度のセンサを搭載しており、戦車型や長距離砲兵型への射撃目標指示を行うほか、敵歩兵戦力の掃討も行う。6脚で重量は10トンと軽量。主兵装は7.62ミリ対人機銃2丁、連邦の装甲歩兵対策に武装を14ミリ機銃に強化した機体も登場する。
近接猟兵型（グラウヴォルフ）
名前のモチーフは「狼」
6脚の内最前部の2脚についた近接用の高周波ブレードで相手の装甲を切り裂く。機動性を重視して装甲はそれほど厚くない。背部には六連装の76ミリ多連装対戦車ロケットランチャーを装備しており、撃ち切った後はパージ可能。
戦車型（レーヴェ）
名前のモチーフは「ライオン」
強力な120ミリ滑腔砲によってあらゆるものを粉砕する。副武装は12.7ミリ機銃。650ミリ圧延鋼板相当の複合装甲を纏い重量は60トンと巨体だが、強靭な8脚が爆発的な機動性を生む。センサ感度は斥候型に比べ低く、その隙を突かれて撃破されることも少なくない。
重戦車型（ディノザウリア）
名前のモチーフは「恐竜」。
総重量100トンの巨体に主兵装155ミリ滑腔砲と主砲同軸75ミリ副砲、副兵装に12.7ミリ機銃2基を装備と戦車型以上に強力。通常配備のレギオンの中では最強の機体であり、《羊飼い》は基本的にこの機体を使用する。センサ性能は戦車型同様低く、斥候型との連携を前提にしている。第二次大攻勢で共和国へ侵攻した《羊飼い》搭載機には火炎放射器や高感度センサの増設、副兵装の片方を7.62ミリ対人機銃へ換装する等単体での対人殺戮に特化した改修が施され、迎撃を無視した狂攻で共和国市民へ猛威を振るった。
阻電攪乱型（アインタークスフリーゲ）
あらゆる電磁波と可視光を吸収し屈折し撹乱するレギオン。蝶の姿と大きさをしており、先発部隊として戦域に展開し敵のレーダーを欺瞞したり、ジェット機のエアインテークに飛び込んでエンジンを無効化したりする。この機体の存在によって無線通信やレーダーは軒並み使用できず、レギオン支配地域の偵察も事実上不可能。共和国は知覚同調でこれに対処しているほか、連邦軍は高射砲で逐次焼き払い限定的ながら通信とデータリンクを機能させている。
ロア＝グレキア編では高密度かつ広域に展開し、太陽光を遮って寒冷化を起こすという戦略的な運用も行った。全長約10センチ、重量約2グラム。
対空自走砲型（シュタッヘルシュバイン）
戦争開始直後に全戦闘区域にばら撒かれ、制空権を完全に支配した。阻電撹乱型と合わせて人類側の航空戦力を完全に封殺している。
対戦車砲兵型（シュティーア）
対戦車自走砲に当たるレギオン。近〜中距離での対戦車攻撃を行う待ち伏せ専門の機体だが、防御力が低いため前線に出ることが少なく、作中でのビジュアルも判明していない。
長距離砲兵型（スコルピオン）
名前のモチーフは古代ローマの野戦用バリスタである「スコルピオー」。
榴弾砲やロケットランチャーへ歩行脚を取り付けた簡素な造りの自走砲型レギオンで、戦域の遥か後方より155ミリ榴弾砲、もしくは多連装ロケットシステムで砲撃支援を行なう。レーヴィチ要塞奪取作戦では要塞司令部の隔壁を破壊する為に空挺輸送され、異例となる最前線での攻撃を行なった。榴弾砲装備型の砲塔水平時全長は11.0メートル、同じく全高2.2メートル。
電磁加速砲型（モルフォ）
名前のモチーフは「モルフォ蝶」。
砲口初速8000メートル毎秒、射程400キロにもおよぶ超長距離砲撃が可能な800ミリ電磁加速砲（レールガン）を搭載する試作型レギオン。全長40.2メートル、重量1,400トンの超大型機であるが、国家間鉄道の複々線レールを用いた高速移動機能を有し最大時速200キロで陣地転換が可能。専属の発電子機型の他、重戦車型を含む直掩部隊に護衛されている。また、40ミリ対空・対地電磁ガトリング砲6門を装備しミサイルの飽和攻撃にも対応している上、最終防衛機構として放熱索を転用した近接格闘用導電ワイヤーまでも備えている。装甲には爆発反応装甲が採用されている。8巻に登場した改良型は機関砲を3対24門に増強。機関砲ターレットを腕に搭載する事で広い射角を得ている他、電磁加速砲の装弾数も以前の100発から増加している。
電磁砲艦型（ノクティルカ）
正式名称「試作案・強襲揚陸戦艦型」（プラン・シュベルトヴァール）摩天貝楼拠点を囮として秘密裏に建造されていた、全長300メートル、10万トンを超す大型兵器。原子炉で稼働していると想定され、電磁加速砲型と同様の800ミリレールガン2門に加え、22門の155ミリ電磁速射砲と54門もの40ミリ対空電磁回転機関砲を搭載する。劇中では専ら艦艇として海上を移動したが、脚部の存在から限定的ながら陸上歩行が可能と想定される。
シン達と征海艦隊による決死の攻撃で兵装のほとんどを失ったが、撃破には至らず逃亡した。
攻性工廠型（ハルシオン）
逃亡した電磁砲艦型が自動工場型をベースとする試作案・陸上戦艦型（プラン・フェルディナント）と融合した超巨大レギオン。聖教国では幽世の麗鳥（ジリャル＝クク）と呼称される。全長700メートル、全高40メートルの巨体に800ミリレールガン五基を装備。時速数キロと低速ではあるが完全な陸上移動能力や欠損した流体マイクロマシンの再生能力など、自動工場型に由来する機能を有する。
回収輸送型（タウゼントフュスラー）
レギオン側の資源回収を担当する。必要とするものは何でも回収し、《黒羊》や《羊飼い》とするために人間を回収することも珍しくない。
警戒管制型（ラーべ）
上空20キロを飛行する航空機で、早期警戒機兼指揮管制機。阻電撹乱型の親機でもあり、阻電撹乱型から中継されるレギオン間の通信を統合、分析し、管制下のレギオンに対応を指揮する役割をもつ。戦車型などと同じ量産機で、レギオン支配域に複数機が常駐している。全幅約122メートル。
発電プラント型（アトミラル）
名前のモチーフは「タテハ蝶」。
街一つほどの大きさの巨大な蝶型レギオン。大多数は翅に敷き詰めた太陽光発電パネルを用いるが、中には地熱発電や核融合反応による発電を行う機体も確認されている。
　電磁加速砲の開発は膨大な電力を確保できる発電プラント型へ搭載する形で行われており、電磁加速砲型は発電プラント型をダウンサイジングした派生形となる。
自動工場型（ヴァイゼル）
名前のモチーフは「女王蜂」。
レギオン側の移動工廠。
発電子機型（エデルファルター）
名前のモチーフは「蝶」。
前述の電磁加速砲型、発電プラント型の隷下に入る太陽光発電パネルの翅を有する手の平大の蝶型レギオン。
射撃子機型（ビーネ）
前述の発電プラント型が防御兵装として従えるレーザー射撃機。
自走地雷
人間や人間側の装甲兵器に抱きつき自爆する。対人用の散弾地雷か対戦車用の成形炸薬弾のどちらかを搭載しており、対人用では50メートル四方の人員を殺傷、対戦車用ではヴァナルガンドの上面装甲を貫通する威力を有する。衣服を着用したり助けを求める音声を発する等の細工を行い、民間人を標的とする子供型まで存在する為前線の兵士には最も忌み嫌われている。
高機動型（フォニクス）
阻電撹乱型を利用した光学迷彩と特殊な形状の高周波チェインブレードを装備する新型と思しきレギオン。レギンレイヴを上回るほどの非常に高い運動性能を発揮するが、軽量化と引き換えに装甲が薄くセンサも処理速度重視で精度は悪い。中枢処理系を蝶型に分解し敵性存在より逃走、予備機内で再構築することが可能。また、レギオン内では例外的に漆黒の装甲に覆われている。全長約2.6メートル。
高機動型・改
羽のような材質不明のダイラタント流体金属を纏った改良型。以前のシンとの戦闘で得たデータを基に、高機動ゆえの弱点だった装甲を補強、耐弾・対破片防御力が向上している。流体装甲は自在に形状を変え、HEATに対しては中空装甲として、APFSDSに対しては拘束装甲として瞬時に対応している。また、装甲をフレシェット弾として撃ち出すことも可能である。全長約2.6メートル、頭頂約2.1メートル。
高機動型・超高機動戦仕様
シンを撃破するためだけにとった姿。今まで纏っていた液体装甲は全て廃し、機動力を限界まで高めている。過去に二度、人型の敵 (すなわちシンとレルヒェ) によって撃破されているため、それを自己進化に取り込んだ結果人を模した形状となった。
また、この姿になる前は流体装甲を使用したダミーシステムも使用しており、対応したシデンらを惑わせた。
高機動型・量産型
量産化にあたって大型化し、阻電撹乱型による光学迷彩や流体装甲は引き継ぎつつ、自由度の低いチェインブレードは2基のアーム付き高周波ブレードに置き換えられている。この武装の変化を含め、主目的は優秀な指揮官や兵士の脳を狙う「首狩り」と想定されたが、既に対処法が確立された特化機を量産するという非合理的な行動は人類側に疑念を生じさせる事となる。
電磁射出型（ツェンタウアー）
軽量級のレギオンを電磁カタパルトで打ち出すための支援用レギオン。数機で90メートルにもなるレールを背負い、戦場の遥か後方から空挺部隊を射出する。
第6巻での竜牙大山レギオン拠点攻略作戦では、連合王国軍及び機動打撃群が電磁カタパルト部分を鹵獲し、対戦車兵器「スロゥネ」を投入するために利用している。
衛星砲弾
＜オペレーション・ディエス・イレ＞で投入された、レギオンの対地攻撃用人工衛星。
通常は衛星軌道上を周回しているが、攻撃命令を受けると加速しつつ大気圏へ突入。超高速質量弾として目標地点へ着弾する。
打ち上げには極西地域に建造された電磁推進式のマスドライバーが用いられ、弾道ミサイルの使用を禁止する禁止プロトコルを回避すると同時に支配地域外からの観測に探知されない打ち上げを可能としている。電磁加速砲はマスドライバー開発の副産物であり、摩天貝楼要塞はマスドライバー施設の建造試験が真の目的であった。
当時衛星軌道上は旧帝国崩壊時の焦土作戦で生じたケスラーシンドロームにより壊滅状態となっており、レギオンとの戦争が優先され復旧が後回しにされていた事もあり＜オペレーション・ディエス・イレ＞前日まで発覚が遅れ、共和国を除いた生存国の主要防衛線へ致命的な打撃を与える事に成功した。
《無慈悲な女王》
ロア ＝ グレキア連合王国の南方戦線で確認されている指揮官型の識別名。レギオン側の正式名称は《ミストレス》。
通常、レギオンの指揮官型は重戦車型だが、この機体は戦争序盤の初期ロットの斥候型であり、しかも武装の類は一切装備されていない。また、通常は鉄色の装甲は月光にも似た白系の塗装が施されており、三日月とそれに凭れる女神のパーソナルマークが描かれている。《羊飼い》であり組み込まれているのはゼレーネ・ケルビンバウム。5〜6巻では高機動型の開発と運用を行っていることが判明した。その目的は高機動型を撃破した人間に自身のもつ情報を伝えること。これに基づき7巻では捕らえられた盟約同盟でシンとの対話を行い、彼とヴィーカに全「レギオン」の停止手段を教えた。
ノゥ・フェイス
声 - てらそままさき
レギオン総指揮官機、共和国や連邦に相対するレギオン第1広域ネットワークを統括し、また大陸全体のレギオンを束ねる“統括ネットワーク”の意思決定に関わる指揮官の1機でもある。前線での使用機体は多くの“羊飼い”と同じ重戦車型。顔（フェイス）の無い信念（フェイス）と自嘲する皮肉げな男。かつて86区で命を落とした共和国人の一人。7巻では生前ゼレーネと面識があったことが判明、最初期の試作機から統括ネットワークの指揮官に選ばれた機体であり、カールシュタールとの邂逅を経てその正体が明らかとなる。人格を持つ“羊飼い”でさえ逆らえないはずの絶対命令である禁則事項(プロテクト)を無視した行動を取っており、生前の願望を果たすために数々の戦略を構築してきた。星歴2150年9月30日、＜オペレーション・ディエス・イレ＞(“怒りの日”作戦)を発動、残存人類への総攻撃を開始する。

## 民族

### 白系種（アルバ）
共和国に古くから住む民族。共和国では多数派。
白銀種（セレナ）
白銀の髪と瞳をした民族。共和国誕生以前から現在の共和国の地に住んでいるかつての貴種。レーナは純血の白銀種。異能持ちの能力はカリスマの発揮である。
月白種（アデュラリア）
青みがかった銀髪を有する民族。アンジュは月白種と天青種の混血。

### 黒系種（アクィラ）
夜を纏う民族。黒髪黒目の白人種である。
夜黒種（オニクス）
漆黒の髪を有する貴種。異能持ちは持久力や神経の反応速度、動体視力などの身体能力が高めである。夜黒種と焔紅種の混血は旧帝国の貴族階級特有のもので、シンとフレデリカがこの混血である。
極東黒種（オリエンタ）
黒い髪と瞳を持ち、象牙の肌をした民族。体躯は小柄。カイエとレキがこの民族 。
黒鉄種（アイゼン）
鉄色の髪を有する民族。ライデンはこの民族の純血。
黒珀種（ジェット）
エルンスト・ツィマーマン連邦暫定大統領はこの民族。
南方黒種（アウストラ）
黒髪で黒い膚を有する。クジョーはこの民族。
砂漠褐種（ディザリア）
浅黒い肌を有する民族。

### 金系種（アウラータ）
光の金色の民族。
陽金種（ヘリオドール）
アルドレヒトの妻はこの民族。異能持ちの能力は遠方の脅威の感知であり、聖教国ではこの能力は神託と呼ばれる。
金晶種（トパーズ）
猫のような金色の瞳をした民族。クレナは金晶種と瑪瑙種の混血。

### 赤系種（ルベラ）
紅い色彩の華やかな民族。
焰紅種（パイロープ）
血赤の瞳をした貴種。異能持ちは超感覚を有する。稀に血族間での精神感応が出来る一族がいる。
緋鋼種（ルビス）
ハルトはこの民族。
瑪瑙種（アガット）
落栗色の髪と褐色の瞳を有する民族。ミナはこの民族。
朱緋種（スピネル）
朱色の瞳を有する民族。番外編に登場したエイジュがこの民族。

### 青系種（カエルレア）
青い瞳の涼やかな民族。
青玉種（サフィール）
ダイヤはこの民族。異能は未来視。
天青種（セレスタ）
銀髪と浅い青の瞳を有する民族。マシューはこの民族。

### 緑系種（ウィリデイア）
大陸南方の沿岸部一帯を勢力圏とする民族。
翠緑種（ジェイド）
金の髪に翡翠の瞳をした民族。セオはこの民族。

### 紫系種（ウィオラ）
ロア ＝ グレキア連合王国に古より住まう民族。
紫瑛種（アマティスタ）
焦色と紫の瞳が特徴である紫系種の貴種。知能の強化、平たく言うと極端な天才が生まれやすい血統。イディナローク家の異能持ちは紫晶と呼ばれ、同世代の2人以上に発現することはない。
宵菫種（アイオラ）
青紫の瞳が特徴の種族。

## 地名
サンマグノリア共和国
世界初の近代民主制国家。300年前の革命で王政が倒れ、身分制度が廃止された。国名の由来は革命の聖女マグノリア。首都はリベルテ・エト・エガリテ、副都はシャリテ。自由と平等、博愛と正義と高潔を表す五色旗を掲げるが、レギオンとの戦争が始まると有色種の人間を強制収容所（86区）に隔離した。約2万3千平方キロメートルの85行政区からなり、その外周は大要塞壁群（グラン・ミュール）が取り囲んでいる。さらにその外には対人・対戦車地雷原と自律式迎撃砲が何重にも渡って敷設され、その外部に強制収容所と前線基地（86区）が存在する。中心部の第1区にはハンドラーの管制室や発電・生産プラントなどがある。
戦争が始まって以降は食料の生産や料理がほとんど行われておらず、収容所も含めて合成食糧で補っている。収容所の合成食糧は「プラスチック爆薬」と表現されるほど不味い。
（共和歴368年）星歴2149年8月25日に電磁加速砲型「モルフォ」の砲撃でグラン・ミュールが陥落し、押し寄せてきたレギオンの猛攻に対応出来ず、陥落から一週間後に滅亡した。
大攻勢の際に一千万人を超える市民が回収輸送型によって連行され、《牧羊犬》の研究材料に使用された。
ギアーデ帝国
レギオンを開発した軍事大国。星歴2139年の開戦直後に市民革命が勃発。6年後に最後の抵抗拠点が陥落し滅亡した。
ノウゼン家はこの国で皇帝の守護者を任せられるほどの戦士の一族の系譜であった。
貴族制を利用した血統管理により多くの貴種血統を維持しており、家門毎に特定分野へ特化した教育を施す事で世界水準から突出した技術を保有していた。
しかし、その体制故に知識階級は貴族で独占され、加えて貴族制を維持できなくなる民主主義を受け入れる事ができず反民主主義を掲げた周辺国への武力介入を濫発。愚民化政策で教育の機会を奪われ、増す一方の徴税と軍役に不満を募らせる平民層に、戦争を主導する独裁派貴族を排除し段階的な民主化を望む夜黒種中心の改革派貴族が協力し革命派を結成。市民革命を勃発させた。
ギアーデ連邦
ギアーデ帝国を打倒した市民革命によって誕生した、「我ら世界に掲げる正義たらん」の国是を掲げる共和制国家。国旗は双頭の鷲、首都はザンクト・イェデル。共和国からは東にレギオン支配域を超えた先にある。暫定大統領であるエルンストの下で選挙制度や議会制度が整備されており、国民へは透明性の高い情報開示も行われている。これら帝国時代の格差や差別を廃止する政策が進んでいるが、戦中ということもあり有力な貴族階級の影響力や教育格差の問題は未だ解消されていない。特に戦前以来の夜黒種と焔紅種の対立は深刻で、革命派の夜黒種と女大公ブラントローテを頂く焔紅種（新帝朝派）はレギオン戦争終結後の内乱の可能性さえ取り沙汰されている。帝国を滅ぼしたためレギオンに敵と認識され、レギオンとの戦いを続けてきた。戦闘属領（ヴォルフスラント）を盾に本土を無傷で守りきっており、共和国と違って食料がそれなりに流通している。テレビではアニメや特撮、スポーツ番組も放送されているらしい。
ロア ＝ グレキア連合王国
ギアーデ連邦の北部に位置する、大陸唯一の専制君主制国家。王都はアルクス・スティリエ、副都はヒーテ・ビルチ。ギアーデ連邦とを結ぶ西方諸国間高速鉄道 鷲氷ルートの龍骸基底トンネルは、スイスのゴッタルド基底トンネルがモチーフとなっている。
旧ギアーデ帝国の友邦にして仮想敵国。
《牧羊犬》の普及後、阻電攪乱型の超重層展開で発生した金属雲で太陽光が遮られて急激に寒冷化が進んでいた。これにより南にある穀倉地帯が壊滅の危機に陥っていたが、竜牙大山拠点攻略作戦の成功によって太陽を取り戻した。
ヴァルト盟約同盟
ギアーデ連邦南部の武装中立国家。同盟本部はカペラ、第2首都はエストホルン。ヴルムネスト山脈を中心とする少国家の連合体。ごく狭い平地に各州が点在する小国だが、国民皆兵を標榜する軍の精強さで有名。700年前にギアーデ帝国から独立し、首長の合議制を経て160年前に民主共和制に移行した。
レグキード征海船団国群
ロア = グレキア連合王国の東、ギアーデ連邦の北に位置する冷たい海に面した小国。11個の船団国から成る連邦制国家で、原生海獣（クジラ）を退けるために高い海軍力を誇る。

## 作風・制作背景
元々は角川ビーンズ文庫へ応募していたが、当時書いていた作品が女子向けではないSFファンタジーだったため、応募締め切りが一番近かった2014年の第21回電撃小説大賞へ応募することとなる。その時は第3次選考まで残ったものの、選評では「次は電撃文庫らしい作品を」との評価を受け、作者は「電撃文庫らしさ」が何なのかを模索したが結局分からず、とりあえず書き上げて再応募したのが本作だったという。
作者によれば、元々はホラー映画の影響から生まれた作品で、特に『ミスト』『スクリーマーズ』の2作品から強く影響を受けている。また、本作は有人機と無人機が戦う戦争ドラマであるが、作者によれば、このアイディアが生まれたきっかけは「自国民に戦争をさせてはいけないが、外国人で軍隊を作れば問題ない」という趣旨の記事を読んだことによるもの。さらに、本作では人種差別の要素が組み込まれているが、これは『ファイナルファンタジータクティクス』『BLACK/MATRIX+』から影響を受けているという。作者は、本作で描こうとしたものは「他人を自分と同じ人間として尊重すること。その上で後悔しないように生きること」であると述べている。

## 評価
本作は、2016年に行われた第23回電撃小説大賞の大賞作品である。「次のヒット作はこれだ！ 新作ラノベ総選挙2017」（ブックウォーカー）では3位を獲得している。『このライトノベルがすごい！』では、2018年版で新作部門1位・文庫部門2位を獲得、2019年版でも文庫部門5位に入っている。2024年1月時点でシリーズ累計部数は200万部を突破している。

## 既刊一覧

### 小説
- 安里アサト（著） / しらび（イラスト） / I-IV（メカニックデザイン）、KADOKAWA〈電撃文庫〉、既刊15巻（2025年1月10日現在）
  1. 『86-エイティシックス-』2017年2月10日初版発行（同日発売[90]）、ISBN 978-4-04-892666-9
  2. 『86-エイティシックス-Ep.2 -ラン・スルー・ザ・バトルフロント-<上>』2017年7月7日初版発行（同日発売[91]）、ISBN 978-4-04-893232-5
  3. 『86-エイティシックス-Ep.3 -ラン・スルー・ザ・バトルフロント-<下>』2017年12月9日初版発行（同日発売[92]）、ISBN 978-4-04-893397-1
  4. 『86-エイティシックス-Ep.4 -アンダー・プレッシャー-』2018年5月10日初版発行（同日発売[93]）、ISBN 978-4-04-893830-3
  5. 『86-エイティシックス-Ep.5 -死よ、驕るなかれ-』2018年10月10日初版発行（同日発売[94]）、ISBN 978-4-04-912092-9
  6. 『86-エイティシックス-Ep.6 -明けねばこそ夜は永く-』2019年4月10日初版発行（同日発売[95]）、ISBN 978-4-04-912461-3
  7. 『86-エイティシックス-Ep.7 -ミスト-』2019年9月10日初版発行（同日発売[96]）、ISBN 978-4-04-912798-0
  8. 『86-エイティシックス-Ep.8 -ガンスモーク・オン・ザ・ウォーター-』2020年5月9日初版発行（同日発売[97]）、ISBN 978-4-04-913185-7
  9. 『86-エイティシックス-Ep.9 -ヴァルキリィ・ハズ・ランデッド-』2021年2月10日初版発行（同日発売[98]）、ISBN 978-4-04-913309-7
  10. 『86-エイティシックス-Ep.10 -フラグメンタル・ネオテニー-』2021年6月10日初版発行（同日発売[99]）、ISBN 978-4-04-913880-1
  11. 『86-エイティシックス-Ep.11 -ディエス・パシオニス-』2022年2月10日初版発行（同日発売[100]）、ISBN 978-4-04-914149-8
  12. 『86-エイティシックス-Ep.12 -ホーリィ・ブルー・ブレット-』2023年2月10日初版発行（同日発売[101][102]）、ISBN 978-4-04-914396-6 / ISBN 978-4-04-914398-0（特装版）
  13. 『86-エイティシックス-Alter.1-死神ときどき青春-』2023年4月7日発売[103]、ISBN 978-4-04-914987-6
  14. 『86-エイティシックス-Ep.13 -ディア・ハンター-』2024年1月10日初版発行（同日発売[104]）、ISBN 978-4-04-915071-1
  15. 『86-エイティシックス-Alter.2-魔法少女レジーナ☆レーナ〜戦え! 銀河航行戦艦サンマグノリア〜-』2025年1月10日発売[105]、ISBN 978-4-04-915789-5

#### 外国語版
- 繁体字版 - 台湾角川より『86─不存在的戰區─』のタイトルで刊行されている[106]。
- 簡体字版 - 天聞角川より『86─不存在的地域─』のタイトルで刊行されている[107]。
- 韓国語版 - 映像出版メディアのノベルエンジンより『86-에이티식스-』のタイトルで刊行されている[108]。

### 漫画
- 安里アサト（原作） / しらび（キャラクター原案） / 吉原基貴（作画） / I-IV（メカニックデザイン） 『86-エイティシックス-』 スクウェア・エニックス〈ヤングガンガンコミックス〉、全3巻（未完[5]）
  1. 2018年10月10日初版発行（同日発売[109]）、ISBN 978-4-7575-5870-0
  2. 2019年9月10日初版発行（同日発売[110]）、ISBN 978-4-7575-6278-3
  3. 2021年6月10日初版発行（同日発売[111]）、ISBN 978-4-7575-7307-9
- 安里アサト（原作） / しらび（キャラクター原案） / 染宮すずめ（作画） / I-IV（メカニックデザイン） 『86-エイティシックス- オペレーション・ハイスクール』 KADOKAWA〈MFコミックス アライブシリーズ〉、全2巻
  1. 2021年1月21日発売[112]、ISBN 978-4-04-680006-0
  2. 2021年9月22日発売[113]、ISBN 978-4-04-680538-6
- 安里アサト（原作） / しらび（キャラクター原案） / 山﨑博也（作画） / I-IV（メカニックデザイン） 『86-エイティシックス- -ラン・スルー・ザ・バトルフロント-』スクウェア・エニックス〈ガンガンコミックス UP!〉、全1巻（未完[6]）
  1. 2021年6月10日初版発行（同日発売[114]）、ISBN 978-4-7575-7308-6
- 安里アサト（原作） / しらび（キャラクター原案） / シンジョウタクヤ（作画） / I-IV（メカニックデザイン） 『86-エイティシックス- フラグメンタルネオテニー』 KADOKAWA〈MFコミックス アライブシリーズ〉、全3巻
  1. 2021年9月22日発売[115]、ISBN 978-4-04-680903-2
  2. 2022年6月22日発売[116]、ISBN 978-4-04-681229-2
  3. 2022年12月22日発売[117] ※電子書籍のみ
- 安里アサト（原作） / しらび（キャラクター原案） / 染宮すずめ（作画） / I-IV（メカニックデザイン） 『86-エイティシックス- 魔法少女レジーナ☆レーナ 〜戦え！銀河航行戦艦サンマグノリア〜』 KADOKAWA〈MFコミックス アライブ+シリーズ〉、全2巻
  1. 2024年3月28日発売[118][119]、ISBN 978-4-04-681353-4
  2. 2025年3月28日発売[120]、ISBN 978-4-04-811447-9

## テレビアニメ
2020年3月に配信された「春のラノベ祭り！最新情報満載SP！『キミラノ』1周年大感謝祭」内で制作が発表され、同じく2020年3月にAbemaTVにて配信された「アニプレックス48時間テレビ」内『ANIPLEX NEXT』にてメインキャストなどの情報が解禁された。
分割2クールで、第1クールは2021年4月から6月までTOKYO MXほかにて放送され、第2クールは同年10月より放送。尚、第22・23話については、クオリティ確保のため、2022年3月12日以降に放送された。

### スタッフ
- 原作 - 安里アサト[17]
- 原作イラスト - しらび[17]
- メカニックデザイン - I-IV[17]
- 監督 - 石井俊匡[17]
- シリーズ構成 - 大野敏哉[17]
- キャラクターデザイン - 川上哲也[17]
- サブキャラクターデザイン - 猪口美緒[127]、杉生祐一（第2クール）[47]
- 総作画監督 - 川上哲也[127]、猪口美緒[127]
- プロップデザイン - 渡辺浩二[127]、辻彩夏[127]
- メインアニメーター - 笠原由博[127]
- アクション監修 - 柳隆太[127]、松本顕吾（第1クール）[127]、稲田正輝（第2クール）[47]
- 色彩設計 - 安部なぎさ[17]
- 美術監督 - 堀越由美[17]、野村正信（第1クール）[127]
- 美術設定 - 天田俊貴[127]
- CG監督 - 吉田裕行[17]
- CG制作 - 白組[17]
- 撮影監督 - 岡﨑正春[17]
- 編集 - 三嶋章紀[17]
- 音響監督 - 明田川仁[17]
- 音楽 - 澤野弘之、KOHTA YAMAMOTO[17]
- 音楽プロデューサー - 山内真治[127]
- 音楽制作 - アニプレックス[127]
- チーフプロデューサー - 三宅将典[127]、高林初[127]、野瀬和也[127]
- プロデューサー - 中山信宏[128]、清瀬貴央[127]、都真由[127]
- アニメーションプロデューサー - 藤井翔太[127]
- アニメーション制作 - A-1 Pictures[17]
- 製作 - Project-86（ANIPLEX、KADOKAWA、BANDAI SPIRITS）

### 主題歌
「3分29秒」
ヒトリエによる第1クールオープニングテーマ。作詞・作曲はシノダ、編曲はヒトリエ。
「境界線」
amazarashiによる第2クールオープニングテーマ。作詞・作曲は秋田ひろむ。
「Avid」
SawanoHiroyuki[nZk]:mizukiによる第1クールエンディングテーマ。作詞はcAnON.、作曲・編曲は澤野弘之。
「Hands Up to the Sky」
SawanoHiroyuki[nZk]:Lacoによる第1クールエンディングテーマ。作詞はcAnON.、作曲・編曲は澤野弘之。第4話・第6話・第8話・第10話にて使用。
「アルケミラ」
リーガルリリーによる第2クールエンディングテーマ。作詞・作曲はたかはしほのか。
「LilaS」
SawanoHiroyuki[nZk]:Honoka Takahashiによる最終話エンディングテーマ。作詞はHonoka Takahashi.、作曲・編曲は澤野弘之。

### 評価
第6回クランチロール・アニメアワードでは本作がAnime of the Year（最優秀作品賞）、Best Drama（最優秀ドラマ作品賞）、ヴラディレーナ・ミリーゼがBest Girl（最優秀女性キャラ）、澤野弘之、KOHTA YAMAMOTOがBest Score（最優秀作曲賞）にそれぞれノミネートされた。第7回Crunchyrollアニメアワードでは本作がBest Drama（最優秀ドラマ作品賞）にノミネートされた。
「ニュータイプアニメアワード2021-2022」ではプロップ・メカデザイン賞で5位を獲得している。
アメリカのアニメ評価サイト「Anime Trending」が主催した「第8回 Anime Trending Awards」での結果は以下の通り。
| 部門                                  | 対象                     | 結果 | 出典    |
| ------------------------------------- | ------------------------ | ---- | ------- |
| ANIME OF THE YEAR                     | 86-エイティシックス-     | 2位  | [ 136 ] |
| BOY OF THE YEAR                       | シンエイ・ノウゼン       | 1位  | [ 136 ] |
| GIRL OF THE YEAR                      | ヴラディレーナ・ミリーゼ | 3位  | [ 136 ] |
| BEST IN SOUNDTRACK                    | 86-エイティシックス-     | 1位  | [ 136 ] |
| BEST IN ADAPTED SCREENPLAY            | 86-エイティシックス-     | 1位  | [ 136 ] |
| DRAMA ANIME OF THE YEAR               | 86-エイティシックス-     | 2位  | [ 136 ] |
| SCIFI OR MECHA ANIME OF THE YEAR      | 86-エイティシックス-     | 1位  | [ 136 ] |
| ACTION OR ADVENTURE ANIME OF THE YEAR | 86-エイティシックス-     | 2位  | [ 136 ] |

### 各話リスト
| 話数            | サブタイトル               | 脚本     | 絵コンテ           | 演出              | 作画監督                                                                                         | 総作画監督        | 初放送日       |
| --------------- | -------------------------- | -------- | ------------------ | ----------------- | ------------------------------------------------------------------------------------------------ | ----------------- | -------------- |
| Episode 01      | アンダーテイカー           | 大野敏哉 | 石井俊匡           | 石井俊匡          | 川上哲也                                                                                         | 川上哲也          | 2021年 4月11日 |
| Episode 02      | スピアヘッド               | 大野敏哉 | 石井俊匡           | 仁科くにやす      | 伊藤美奈 小川莉奈 二松真理 波部崇                                                                | 川上哲也          | 4月18日        |
| Episode 03      | 死にたくない               | 大野敏哉 | 安藤良             | 安藤良            | 本村晃一 杉生祐一                                                                                | 川上哲也          | 4月25日        |
| Episode 04      | 本当の名前を               | 大野敏哉 | 河野亜矢子         | 安藤良            | 牧野和俊 五十子忍                                                                                | 猪口美緒          | 5月2日         |
| Episode 05      | 私も一緒に                 | 砂山蔵澄 | 髙橋さつき         | 髙橋さつき        | 波部崇 二松真理                                                                                  | 川上哲也          | 5月9日         |
| Episode 06      | 最後まで                   | 大野敏哉 | 仁科くにやす       | 仁科くにやす      | 猪口美緒 辻彩夏 久野紗世                                                                         | 川上哲也          | 5月16日        |
| Episode 07      | 忘れないでいてくれますか？ | 永井千晶 | 伊藤智彦           | 伊藤智彦          | 笠原由博                                                                                         | 川上哲也          | 5月23日        |
| Episode 08      | 行こう                     | 砂山蔵澄 | 許琮               | 安井貴司          | 小川茜 末田晃大                                                                                  | 川上哲也          | 5月30日        |
| Episode 09      | さよなら                   | 永井千晶 | 松本顕吾 伊藤智彦  | 河原龍太          | 樋口香織 五十子忍 成川多加志                                                                     | 川上哲也 猪口美緒 | 6月6日         |
| Episode 10      | ありがとう                 | 大野敏哉 | 森大貴             | 髙橋さつき        | 辻彩夏 杉生祐一 降矢瑞生                                                                         | 川上哲也          | 6月13日        |
| Episode 11      | 行くよ                     | 砂山蔵澄 | 安藤良             | 安藤良            | 牧野和俊 小川莉奈 本村晃一                                                                       | 川上哲也 猪口美緒 | 6月20日        |
| Special Edition | 戦野に紅く雛罌粟の咲く     | 大野敏哉 |                    | 石井俊匡          | 川上哲也                                                                                         | -                 | 6月27日        |
| Episode 12      | ようこそ                   | 永井千晶 | 石井俊匡           | 安藤良            | 波部崇 降矢瑞生 辻彩夏 二松真理                                                                  | 川上哲也          | 10月3日        |
| Episode 13      | 今更そんなこと             | 大野敏哉 | 仁科くにやす       | 石山タカ明        | 本村晃一 樋口香里 久野紗世                                                                       | 川上哲也          | 10月10日       |
| Episode 14      | よろしく                   | 砂山蔵澄 | 髙橋さつき         | 髙橋さつき        | 成川多加志 二松真理 森悦史 栗田聡美                                                              | 川上哲也 杉生祐一 | 10月17日       |
| Episode 15      | おかえりなさい             | 大野敏哉 | 伊藤智彦           | 河原龍太          | 小川莉奈 伊藤美奈 安田京弘                                                                       | 川上哲也 杉生祐一 | 10月24日       |
| Episode 16      | それでも                   | 永井千晶 | 安藤良             | 安藤良            | 辻彩夏 稲田正輝 降矢瑞生 小川莉奈 真壁誠                                                         | 川上哲也          | 10月31日       |
| Episode 17      | 忘れません                 | 大野敏哉 | イシグロキョウヘイ | 前屋俊広          | 波部崇 真壁誠 栗田聡美                                                                           | 杉生祐一          | 11月7日        |
| Special Edition | ビジュアルコメンタリー特番 | -        | -                  | -                 | -                                                                                                | -                 | 11月13日       |
| Episode 18      | 本当は                     | 砂山蔵澄 | 相澤伽月           | 徳本善信          | 小川莉奈 本村晃一 安田京弘 伊藤美奈 市川敬三 成川多加志 樋口香里 杉生祐一                        | 川上哲也          | 11月21日       |
| Special Edition | 死して甲斐あるものなれば   | -        | -                  | -                 | -                                                                                                | -                 | 11月28日       |
| Episode 19      | いっそ このまま            | 永井千晶 | 河原龍太           | 河原龍太          | 栗田聡美 稲田正輝 成川多加志 小川莉奈 樋口香里 市川敬三 伊藤美奈 本村晃一                        | 杉生祐一 川上哲也 | 12月5日        |
| Episode 20      | 死ぬまで一緒に             | 大野敏哉 | 伊藤智彦           | 四ノ宮春          | 辻彩夏 波部崇 降矢瑞生 真壁誠 笠原由博 安田京弘 伊藤美奈                                         | 川上哲也          | 12月19日       |
| Episode 21      | もうこれしか               | 砂山蔵澄 | 安藤良             | 安藤良            | 真壁誠 安田京弘 伊藤美奈 降矢瑞生 本村晃一 波部崇 成川多加志 小川莉奈 稲田正輝 樋口香里 二松真理 | 川上哲也 杉生祐一 | 12月26日       |
| Special Edition | せめて人間たらんと         | -        | -                  | -                 | -                                                                                                | -                 | 2022年 3月5日  |
| Episode 22      | シン                       | 大野敏哉 | 石井俊匡           | 石井俊匡          | 成川多加志 真壁誠 伊藤美奈 波部崇 小川莉奈 稲田正輝 樋口香里 安田京弘                            | 川上哲也 杉生祐一 | 3月12日        |
| Episode 23      | ハンドラー・ワン           | 大野敏哉 | 伊藤智彦 石井俊匡  | 河原龍太 石井俊匡 | 樋口香里 降矢瑞生 杉生祐一 安田京弘                                                              | 川上哲也          | 3月19日        |

### 放送局
| 放送期間 | 放送時間                                                                            | 放送局       | 対象地域   | 備考                                |
| --- | ----------------------------------------------------------------------------------- | ------------ | ---------- | ----------------------------------- |
| 2021年4月11日 - 6月20日（第1クール） 2021年10月3日 - 12月26日（第2クール） | 日曜 0:00 - 0:30（土曜深夜）                                                        | TOKYO MX     | 東京都     |                                     |
| |                                                                                     | とちぎテレビ | 栃木県     |                                     |
| |                                                                                     | 群馬テレビ   | 群馬県     |                                     |
| |                                                                                     | BS11         | 日本全域   | BS放送 / 『ANIME+』枠               |
| | 日曜 1:55 - 2:25（土曜深夜）（第1クール） 日曜 2:25 - 2:55（土曜深夜）（第2クール） | 中京テレビ   | 中京広域圏 | 第1クールのみ『チュッキョアニメ』枠 |
| | 日曜 21:30 - 22:00                                                                  | AT-X         | 日本全域   | CS放送 / リピート放送あり           |
| 2021年4月13日 - 6月22日（第1クール） 2021年10月5日 - 12月28日（第2クール） | 火曜 2:29 - 2:59（月曜深夜）                                                        | 読売テレビ   | 近畿広域圏 | 『MANPA』第2部                      |
| 放送前の3月28日には、TOKYO MX、とちぎテレビ、群馬テレビ、BS11にて地上波特番が放送された。 また第1クール終了の翌週には、Special Edition「戦野に紅く雛罌粟の咲く」が放送された。 |                                                                                     |              |            |                                     |

| 放送期間                                                                                  | 放送時間                     | 放送局       | 対象地域   | 備考                  |
| ----------------------------------------------------------------------------------------- | ---------------------------- | ------------ | ---------- | --------------------- |
| 2022年3月12日 - 3月19日                                                                   | 土曜 23:30 - 日曜 0:00       | TOKYO MX     | 東京都     |                       |
|                                                                                           |                              | とちぎテレビ | 栃木県     |                       |
|                                                                                           |                              | 群馬テレビ   | 群馬県     |                       |
|                                                                                           |                              | BS11         | 日本全域   | BS放送 / 『ANIME+』枠 |
| 2022年3月20日 - 3月27日                                                                   | 日曜 2:25 - 2:55（土曜深夜） | 中京テレビ   | 中京広域圏 | [ 141 ] [ 142 ]       |
| 2022年5月17日 - 5月24日                                                                   | 火曜 1:59 - 2:29（月曜深夜） | 読売テレビ   | 近畿広域圏 | 『MANPA』第1部        |
| 2022年3月以降                                                                             | 未定                         | AT-X         | 日本全域   | CS放送                |
| TOKYO MX、BS11等での最速放送の場合。そのほかの各放送局ついては、2022年3月以降に順次放送。 |                              |              |            |                       |

| 配信開始日                                             | 配信時間                     | 配信サイト |
| ------------------------------------------------------ | ---------------------------- | --- |
| 2021年4月11日（第1クール） 2021年10月2日（第2クール）  | 日曜 0:00 - 0:30（土曜深夜） | ABEMA |
| 2021年4月18日（第1クール） 2021年10月10日（第2クール） | 日曜 0:00（土曜深夜） 以降   | dアニメストア GYAO! niconico ひかりTV Netflix FOD バンダイチャンネル Hulu Amazonプライム・ビデオ J:COMオンデマンド TELASA アニメ放題 U-NEXT Rakuten TV DMM.com ビデオマーケット HAPPY!動画 クランクイン！ビデオ ムービーフルplus |

### BD / DVD
| 巻 | 発売日         | 収録話          | 規格品番      | 規格品番      |
| 巻 | 発売日         | 収録話          | BD限定版      | DVD限定版     |
| -- | -------------- | --------------- | ------------- | ------------- |
| 1  | 2021年7月28日  | 第1話 - 第2話   | ANZX-15861/2  | ANZB-15861/2  |
| 2  | 2021年8月25日  | 第3話 - 第5話   | ANZX-15863/4  | ANZB-15863/4  |
| 3  | 2021年9月29日  | 第6話 - 第8話   | ANZX-15865/6  | ANZB-15865/6  |
| 4  | 2021年10月27日 | 第9話 - 第11話  | ANZX-15867/8  | ANZB-15867/8  |
| 5  | 2022年1月26日  | 第12話 - 第14話 | ANZX-15869/70 | ANZB-15869/70 |
| 6  | 2022年2月23日  | 第15話 - 第17話 | ANZX-15871/2  | ANZB-15871/2  |
| 7  | 2022年3月23日  | 第18話 - 第20話 | ANZX-15873/4  | ANZB-15873/4  |
| 8  | 2022年4月27日  | 第21話 - 第23話 | ANZX-15875/6  | ANZB-15875/6  |

### Webラジオ
シンエイ・ノウゼン役の千葉翔也とヴラディレーナ・ミリーゼ役の長谷川育美によるWebラジオ『第85.5区情報局』が、2021年3月22日よりアニプレックスの公式YouTubeチャンネルおよびニコニコチャンネルにて配信。ニコニコチャンネル有料会員向けのプレミアム配信および生放送番組も実施される。

### 朗読劇
電撃文庫30周年の記念企画のひとつとして朗読劇『READPIA READING STAGE『８６―エイティシックス―』』が、2023年10月1日にところざわサクラタウン ジャパンパビリオンホールAで、昼夜に全2公演行われた。。
TVアニメで描かれたシンエイ・ノウゼンとヴラディレーナ・ミリーゼの物語を朗読劇化するもので、TVアニメのメインキャスト（千葉翔也（シンエイ・ノウゼン役）、長谷川育美（ヴラディレーナ・ミリーゼ役）、山下誠一郎（ライデン・シュガ役）、藤原夏海（セオト・リッカ役）、早見沙織（アンジュ・エマ役）、鈴代紗弓（クレナ・ククミラ役））が集結した。

### プラモデル
テレビアニメ版の製作委員会にガンプラ以外のプラモデル展開も推し進めるBANDAI SPIRITSが参加していることから、テレビアニメ本放送中には「M1A4 ジャガーノート」や「XM2 レギンレイヴ」のプラモデルが順次販売された。同じくBANDAI SPIRTSのキャラクタープラモデルシリーズ「Figure-rise Standard」では「レーナ」が販売された。